# Románico asturiano

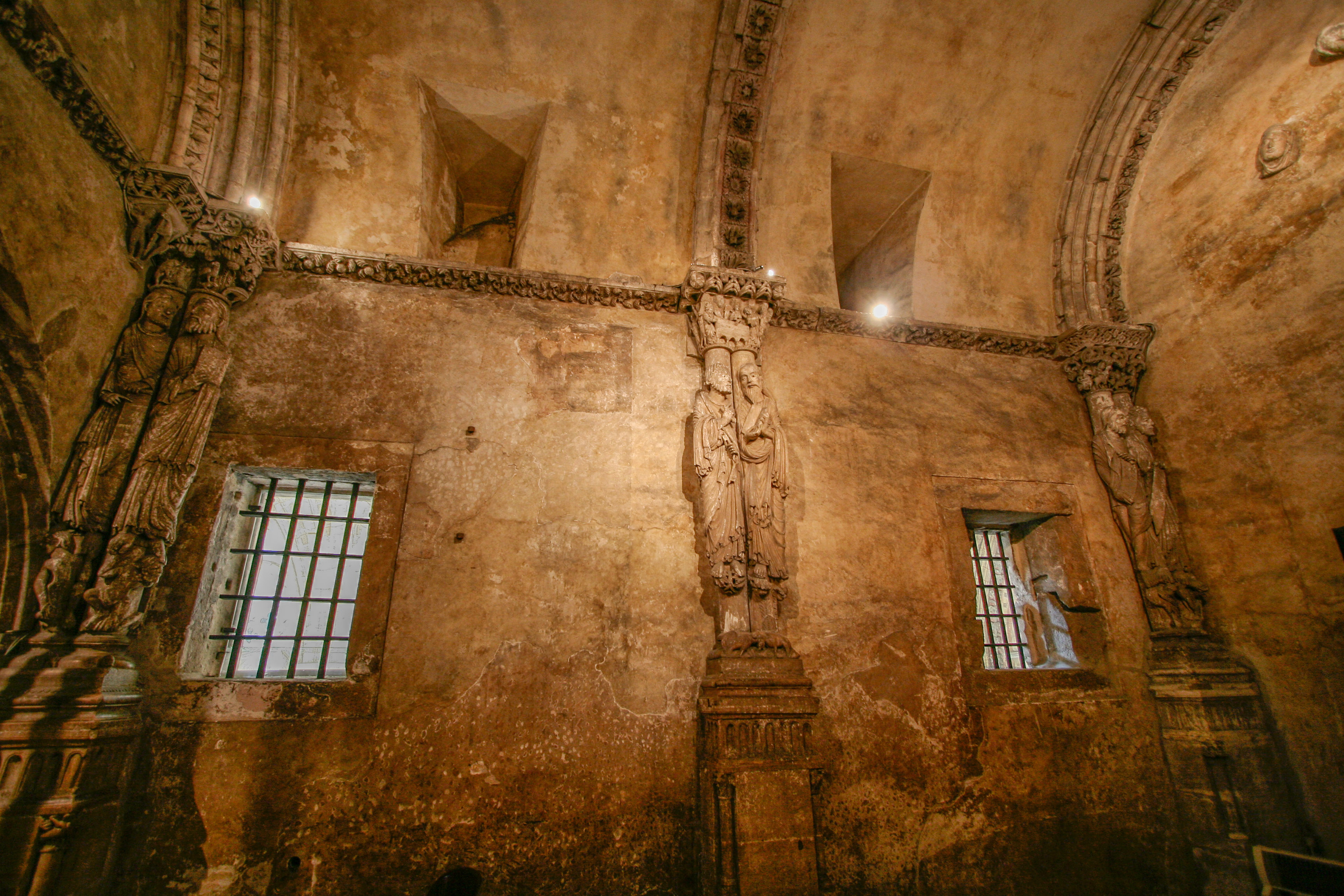
Cámara Santa de la catedral de Oviedo

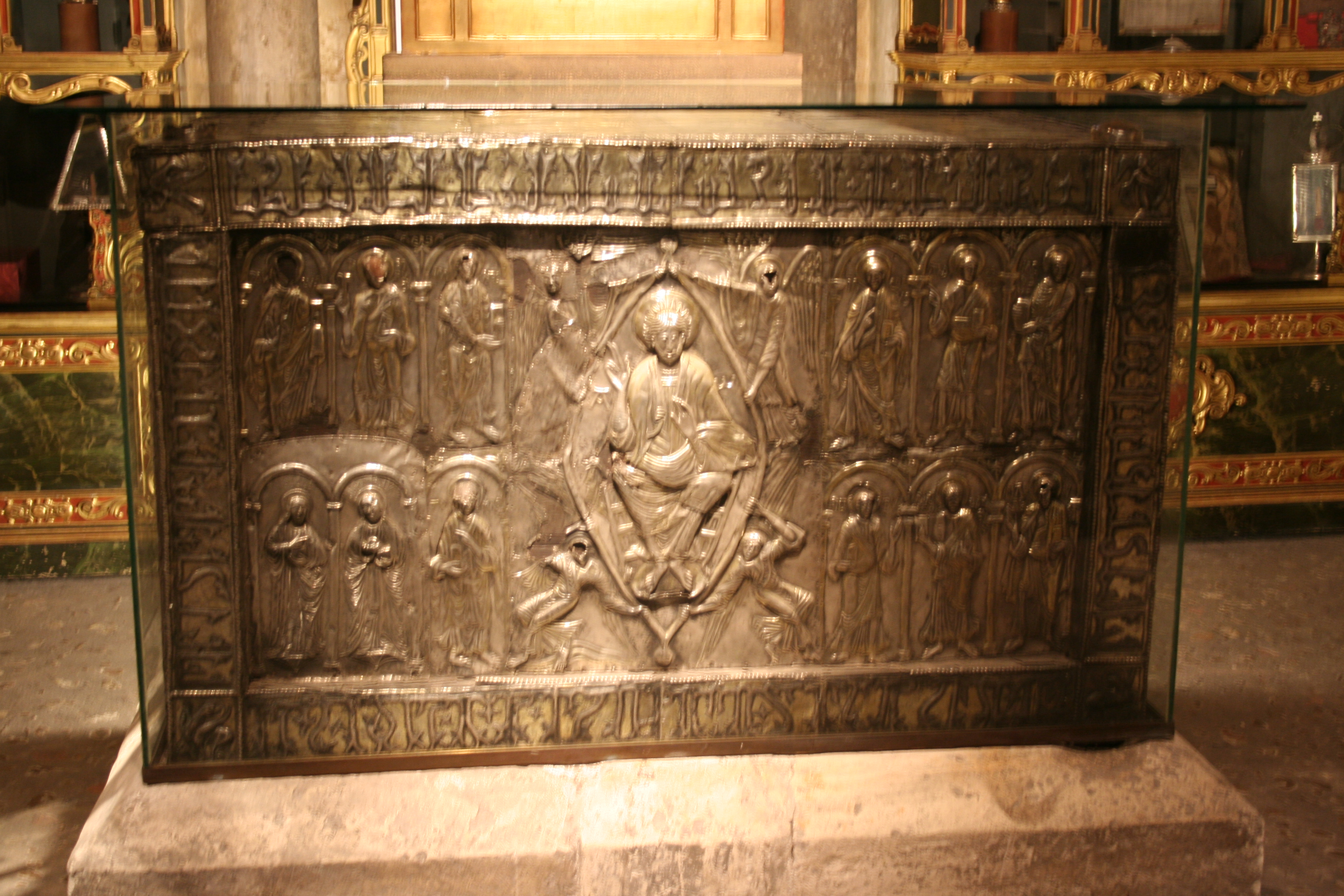
El Arca Santa, conservada en la misma cámara,

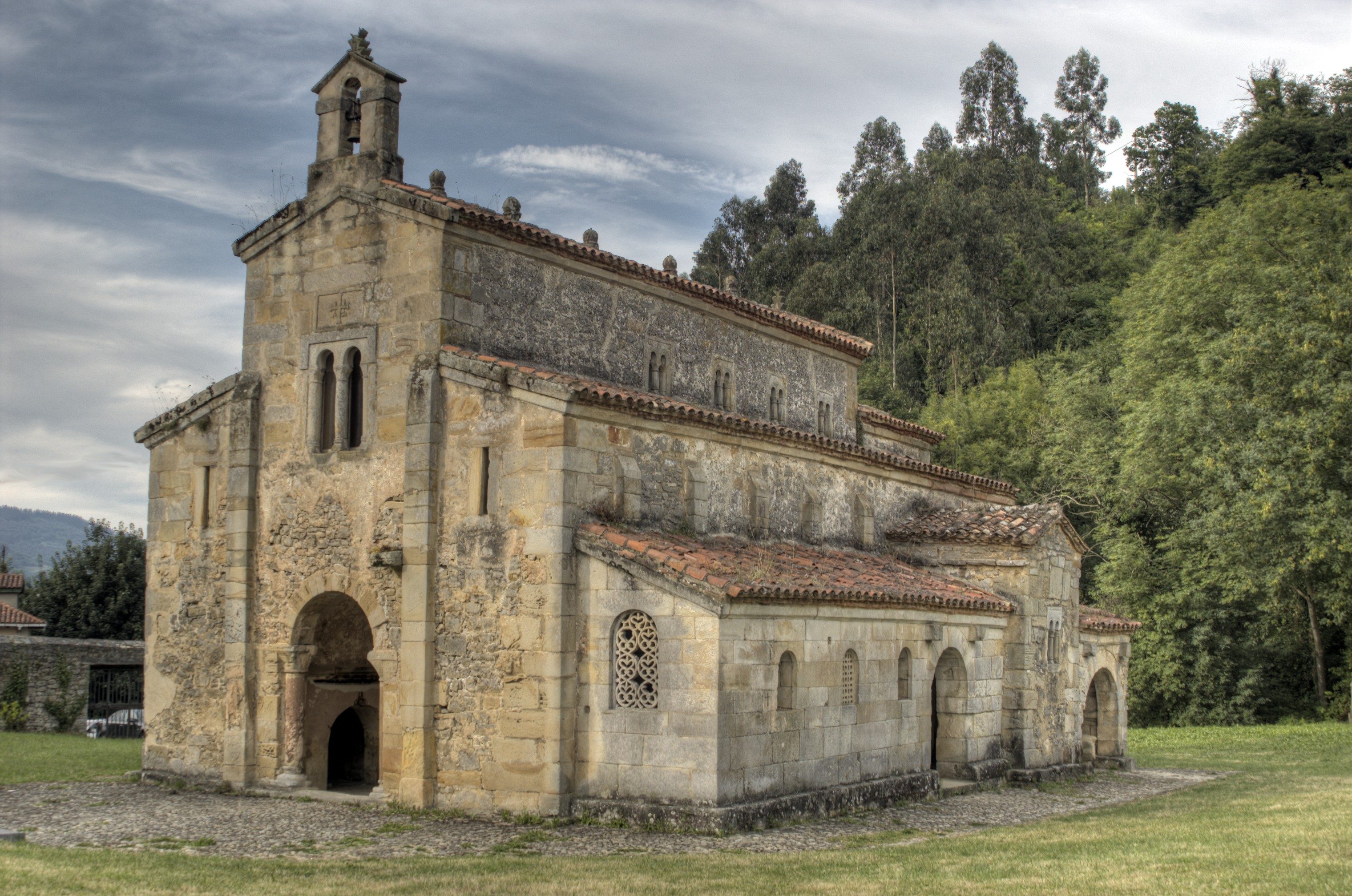
San Salvador de Valdediós, de época y estilo «prerrománico» o «asturiano» (se suele atribuir al reinado de Alfonso III el Magno -ca. 900-, con añadidos posteriores), no contradice las convenciones estilísticas del románico

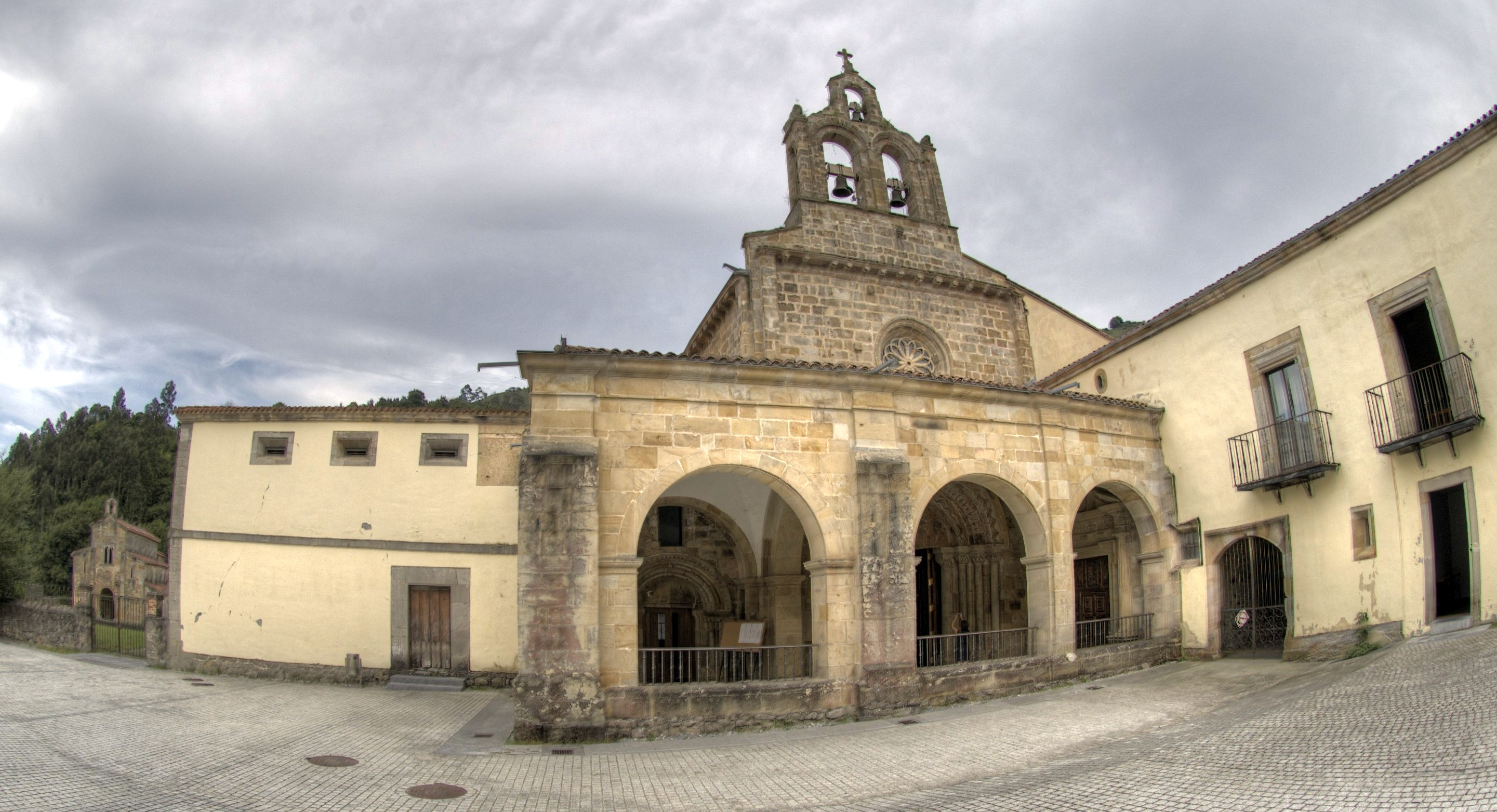
Santa María de Valdediós, muy cercana al anterior

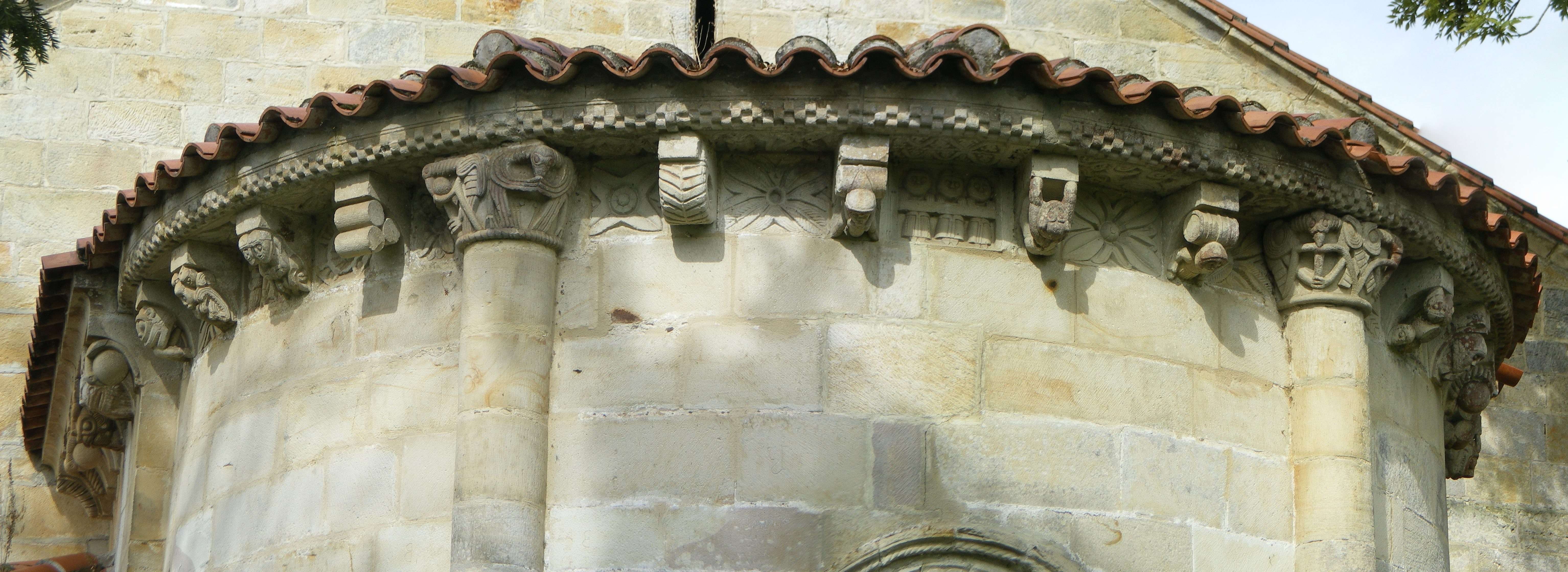
Canecillos de la cornisa del ábside de San Pedro de Villanueva

Románico asturiano es la subdivisión local del arte románico en el reino de Asturias. En la época (siglos XI y XII) el primitivo reino cristiano que inicialmente se restringía a una zona de la cordillera Cantábrica ya se había extendido hasta el Duero, y llevaba la denominación de reino de León, pero la especificidad geográfica y la pervivencia en la zona asturiana del potente Prerrománico local (el llamado arte asturiano —expresión que Jovellanos acuñó para designar genéricamente a todo lo que hoy conocemos como Románico y que posteriormente la historiografía ha restringido a los siglos IX y X—), permiten distinguir el románico asturiano del Románico leonés (dentro del que pueden identificarse zonas limítrofes, como el románico cántabro o el románico gallego).
La Enciclopedia del Románico en la Península Ibérica del Centro de Estudios del Románico identifica unas doscientas muestras de Románico en el territorio de la actual Comunidad Autónoma o Principado de Asturias; frente a las sesenta y tres que recoge del Prerrománico (diecinueve edificios, treinta y siete elementos arquitectónicos y escultóricos y siete piezas de orfebrería).
La obra de la Catedral de Oviedo conserva partes destacadas de época románica, aunque las más visibles son góticas. El periodo románico se prolonga en el siglo XIII con un Tardorrománico arcaizante y popular, diferenciable de las grandes fundaciones patrocinadas por la monarquía en épocas anteriores.
Iglesias y monasterios, caracterizados por sus pequeñas dimensiones y su integración en el entorno natural, se encuentran dispersos por todo el medio rural, como el conjunto de iglesias en la zona de Villaviciosa: Santa María Magdalena de los Pandos, San Salvador de Fuentes, Iglesia de San Andrés (Valdebárzana), Santa María de la Oliva, Santa Maria de Valdediós y San Juan de Amandi. Otros ejemplos, distribuidos por todo el territorio, son: la Colegiata de San Pedro de Teverga, San Julián de Viñón (Cabranes), Iglesia de Santa María (Narzana) (Sariego), San Pedro de Villanueva (Cangas de Onis), San Antolin de Bedón (Llanes) o Santa Maria de Obona (Tineo).

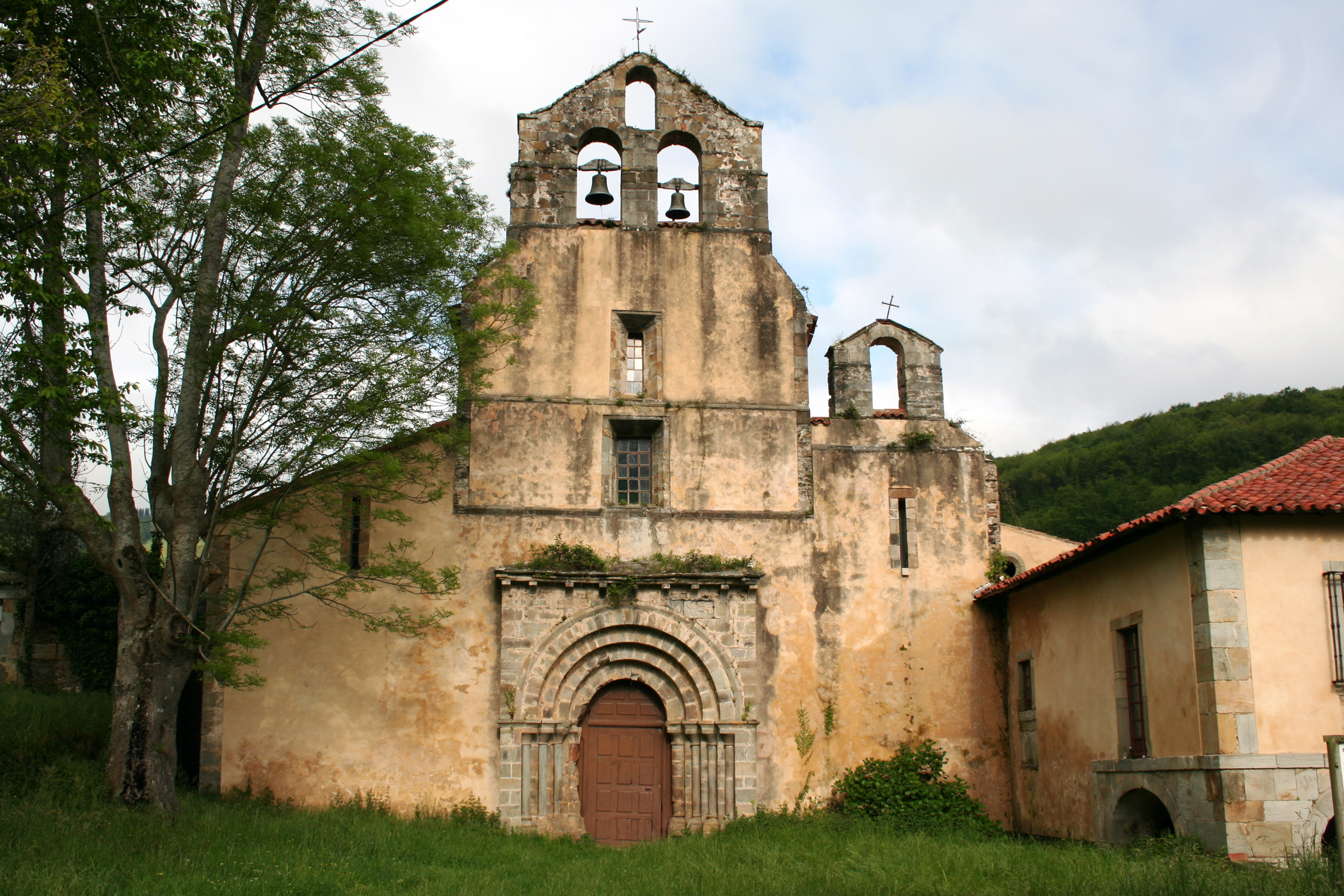
Monasterio de Santa Maria de Obona
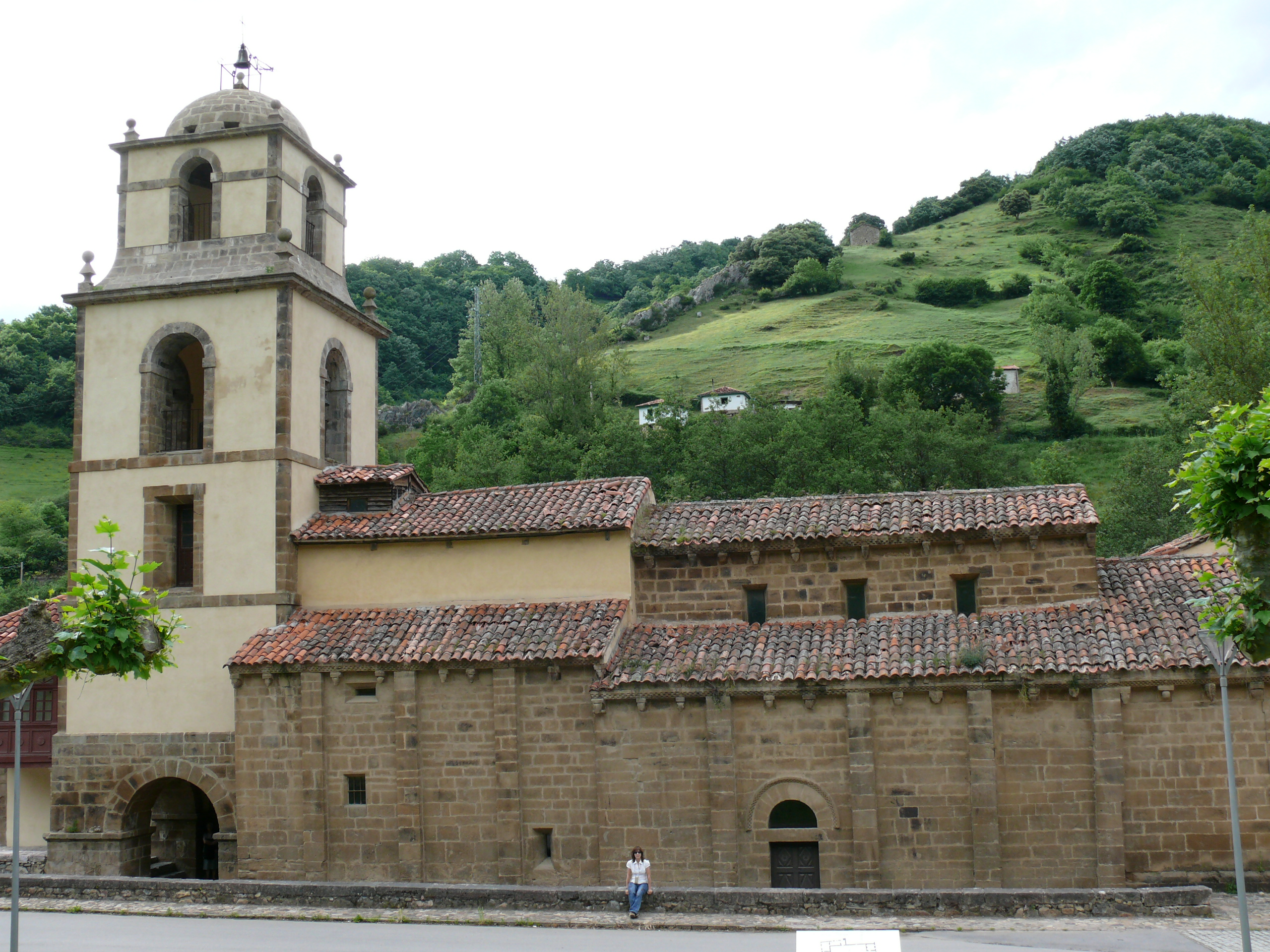
Iglesia de San Pedro (Teverga)
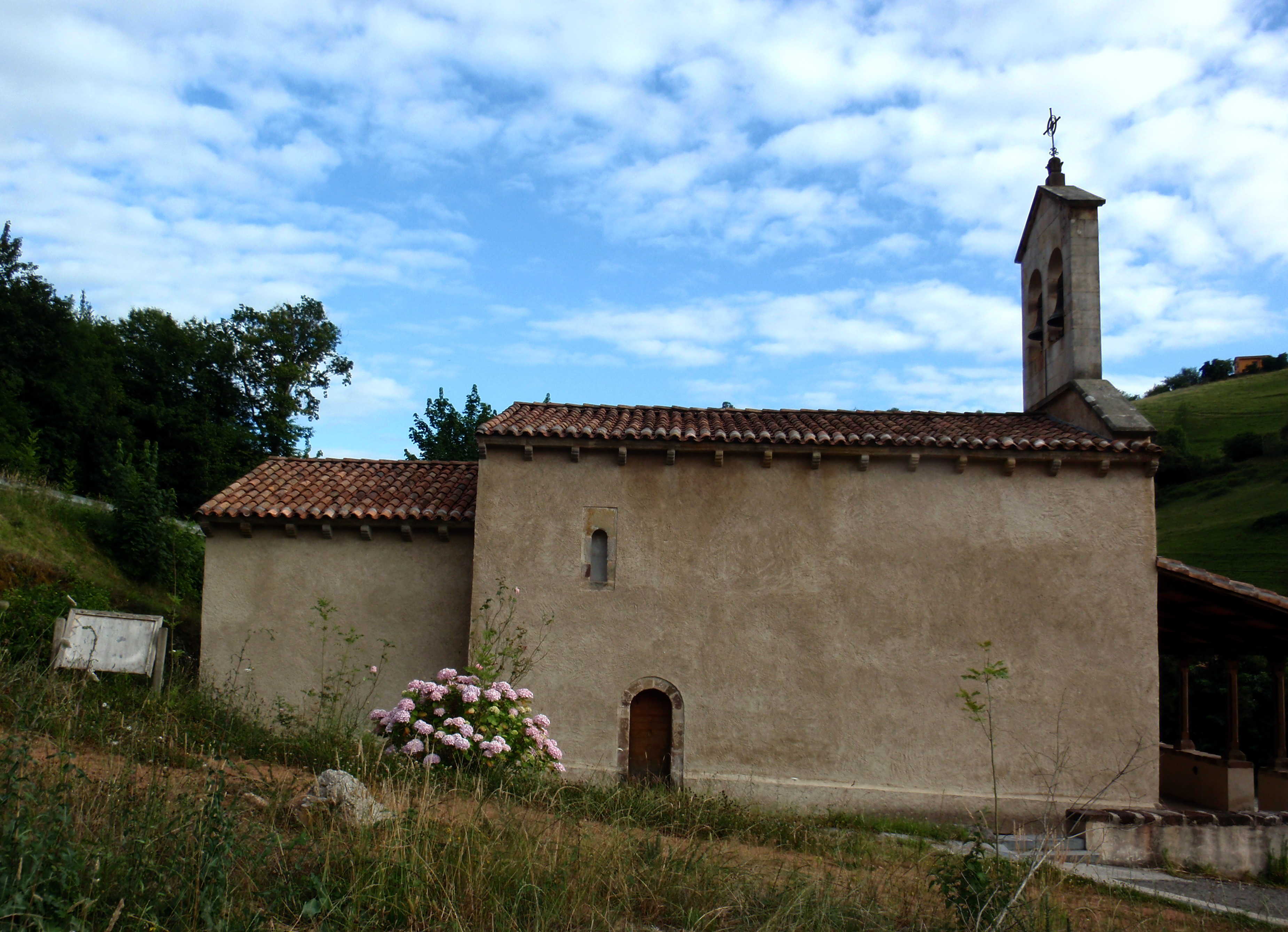
San Julián de Viñón
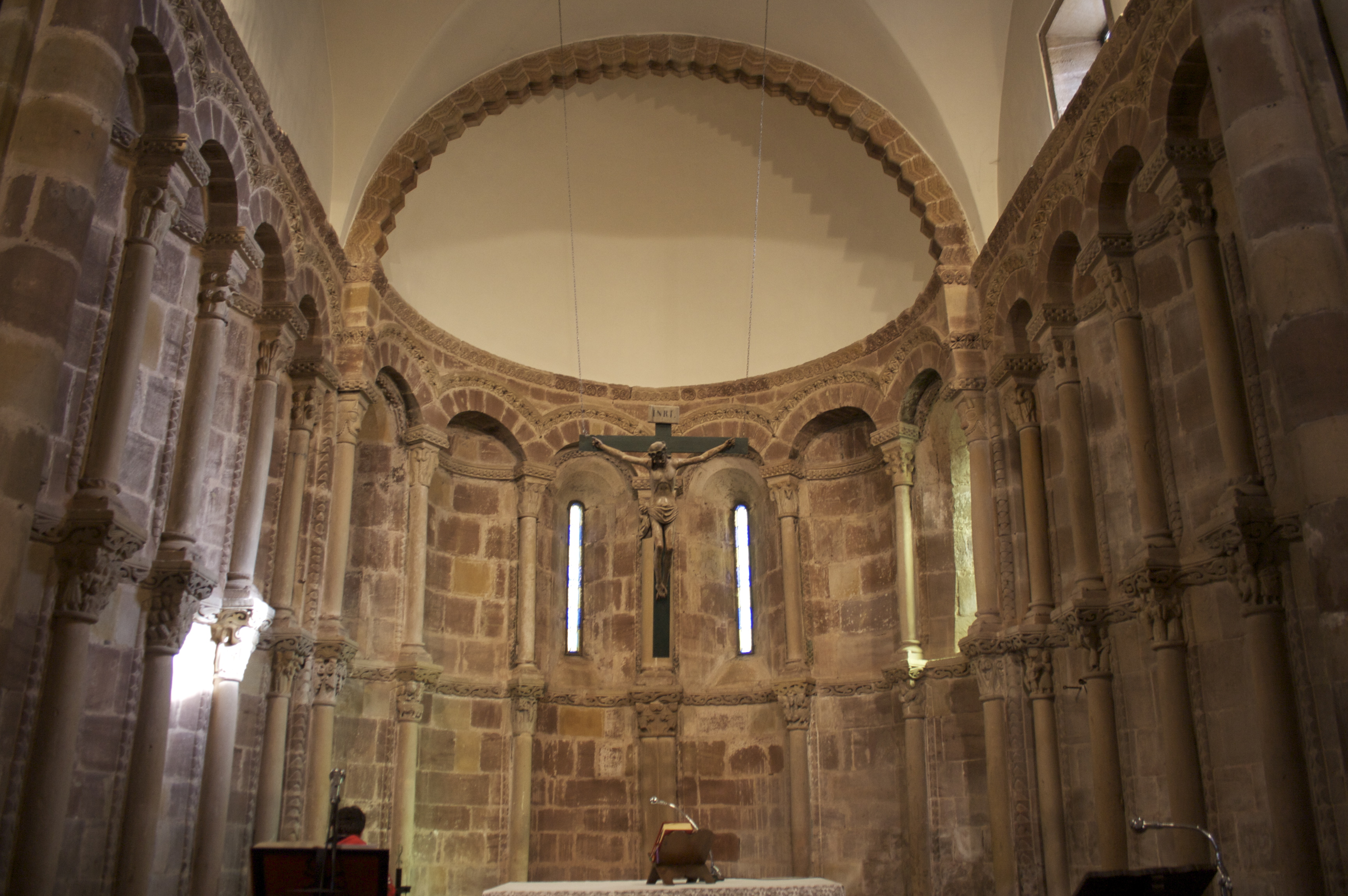
San Juan de Amandi
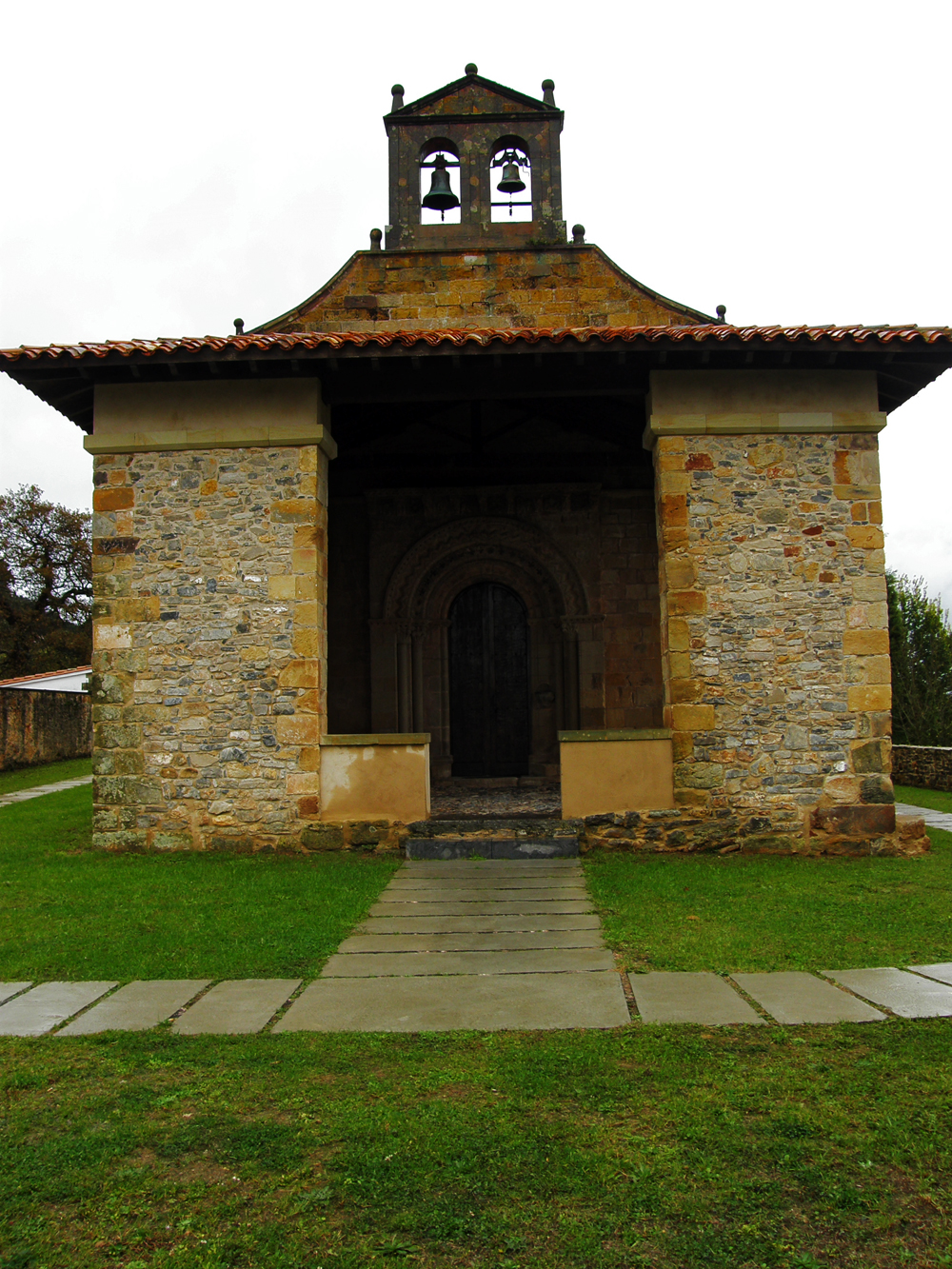
Iglesia de Santa María (Narzana)

Iglesia de San Andrés (Valdebárzana)
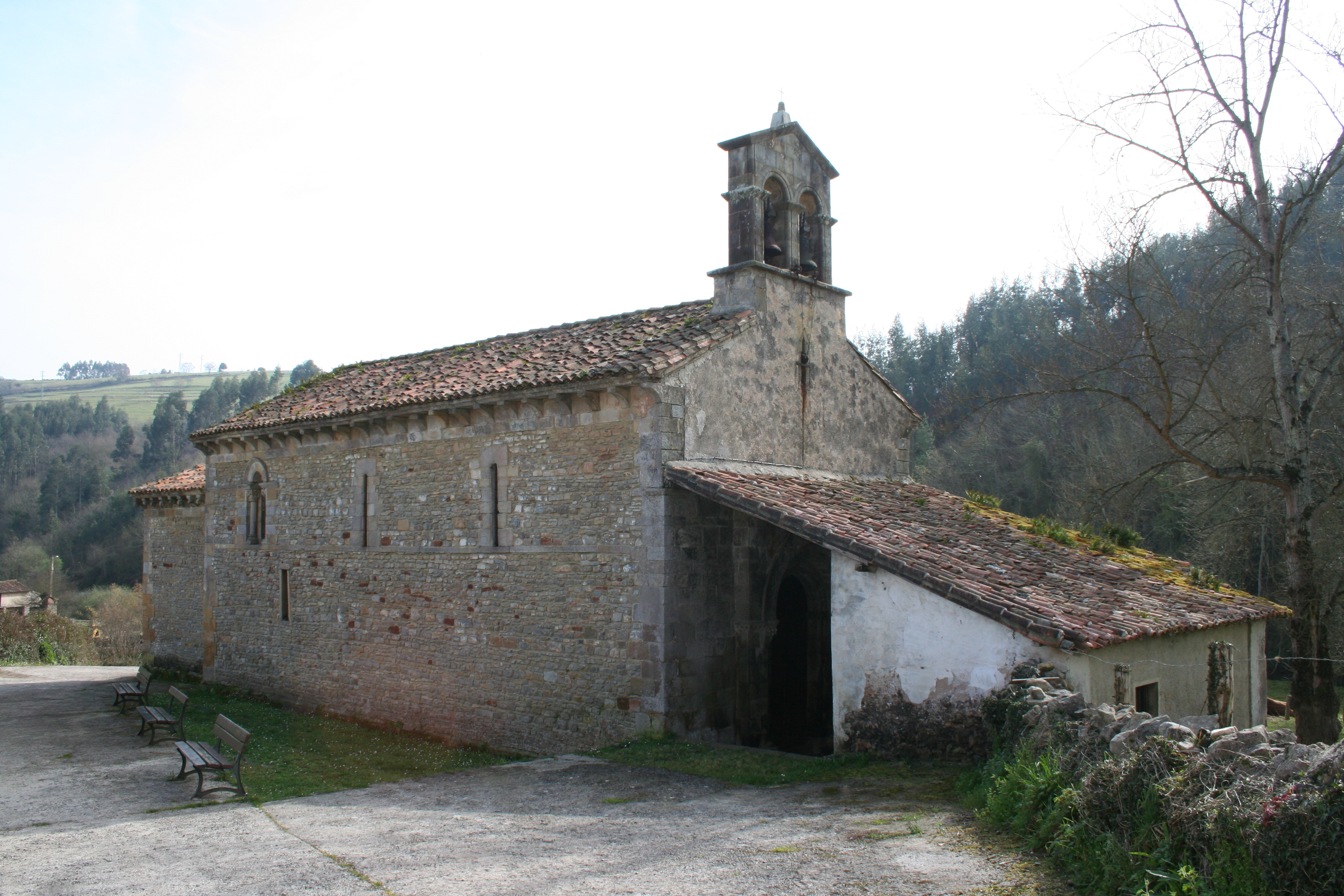
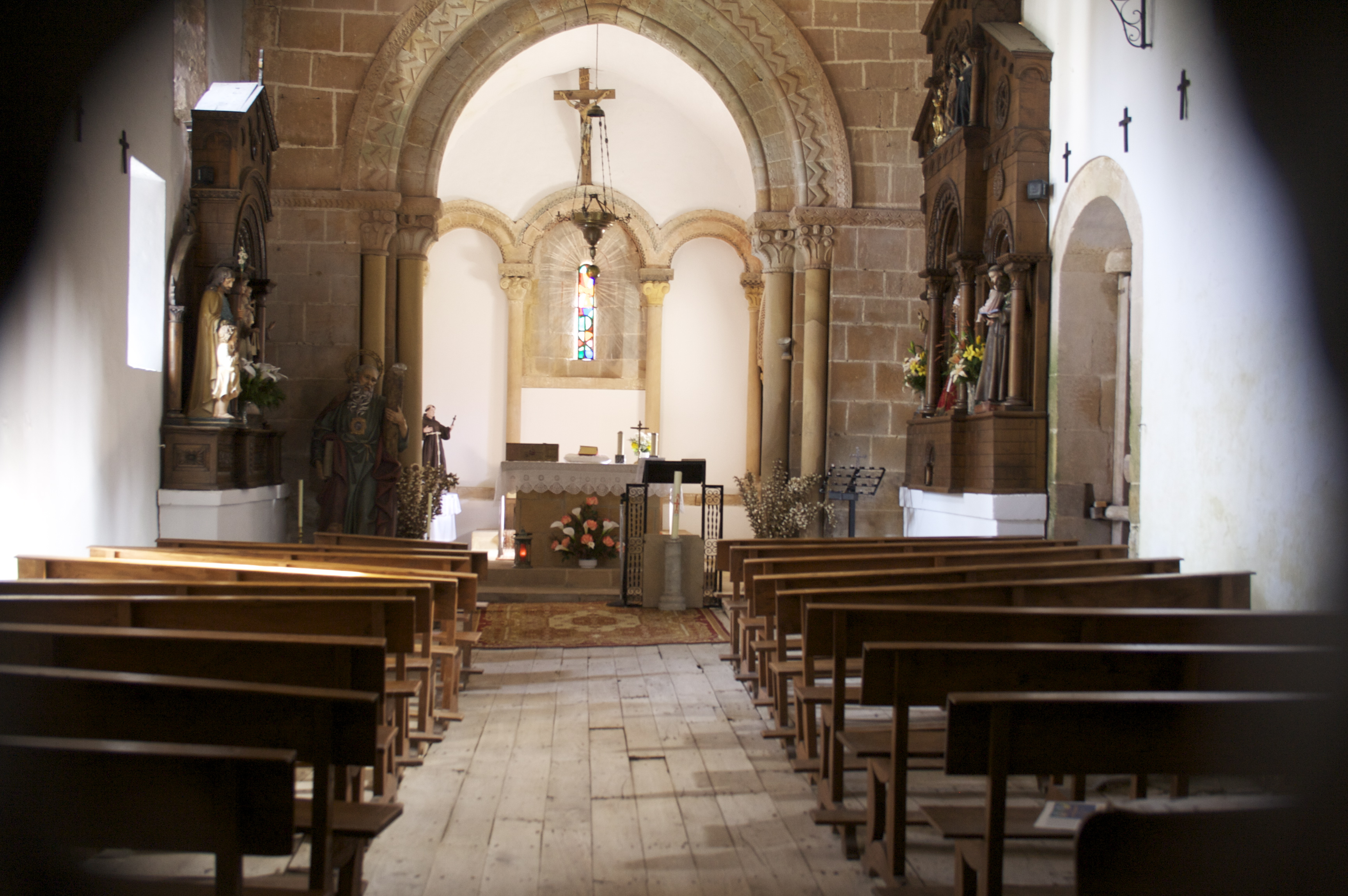
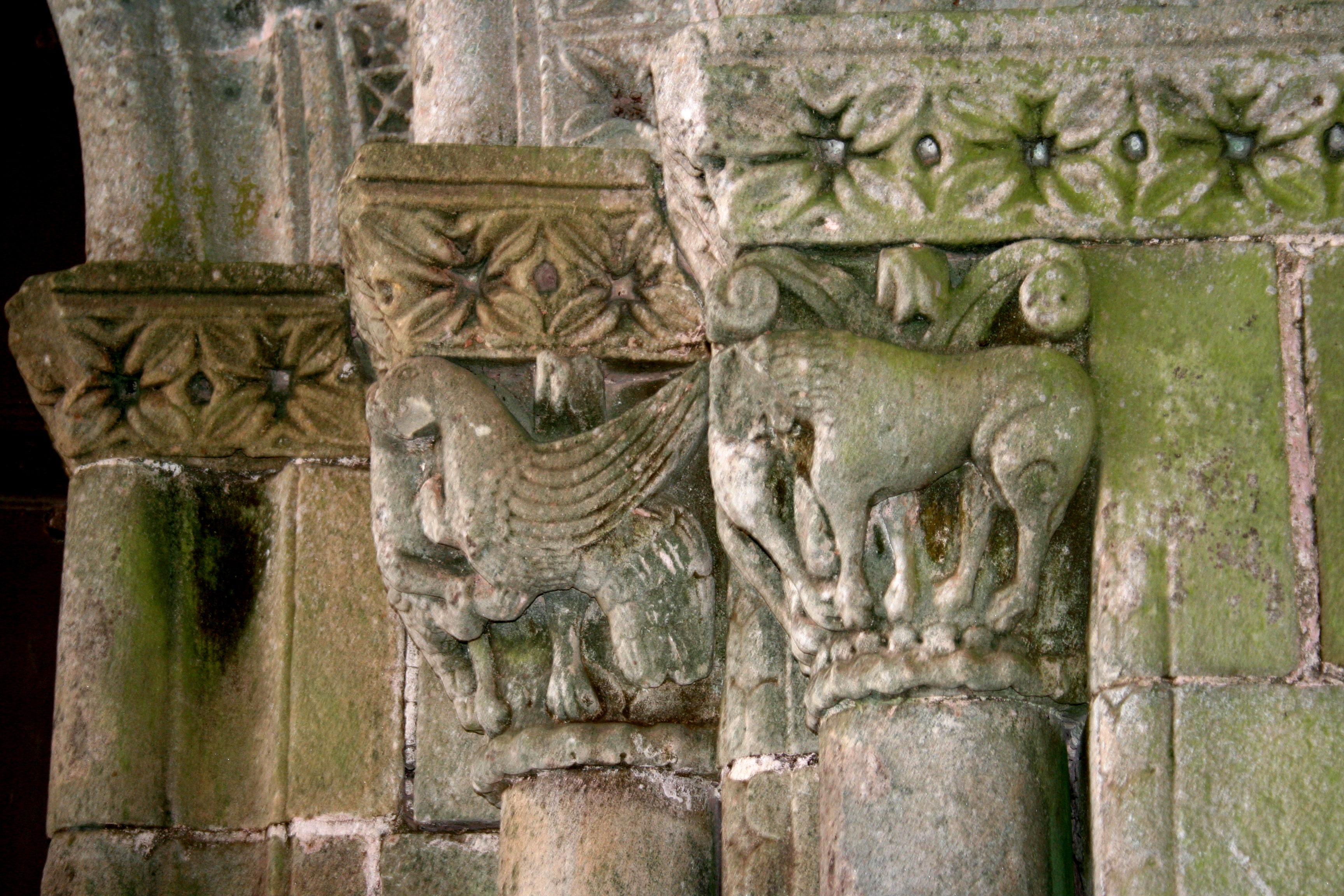
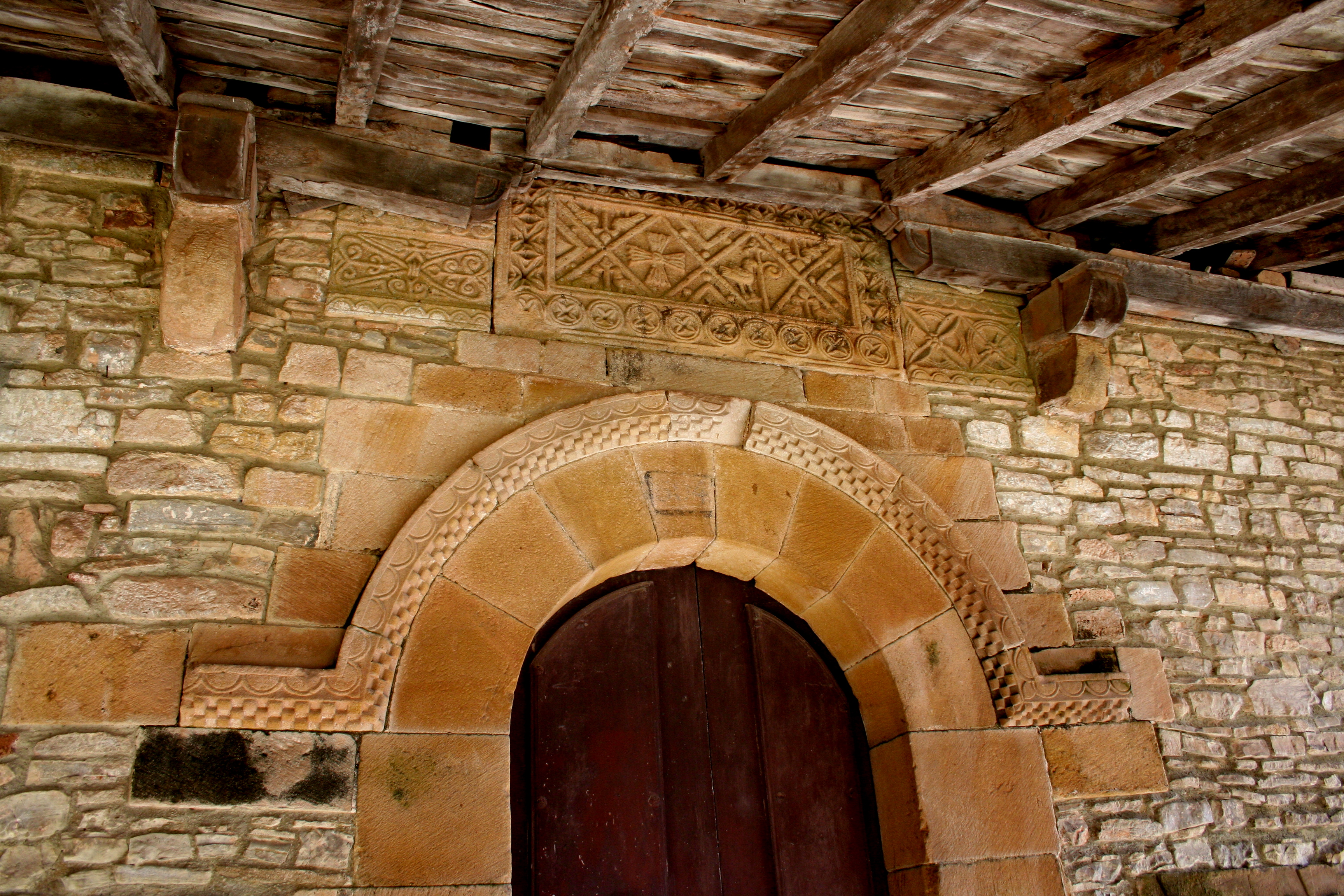

San Pedro de Villanueva, hoy Parador de Turismo
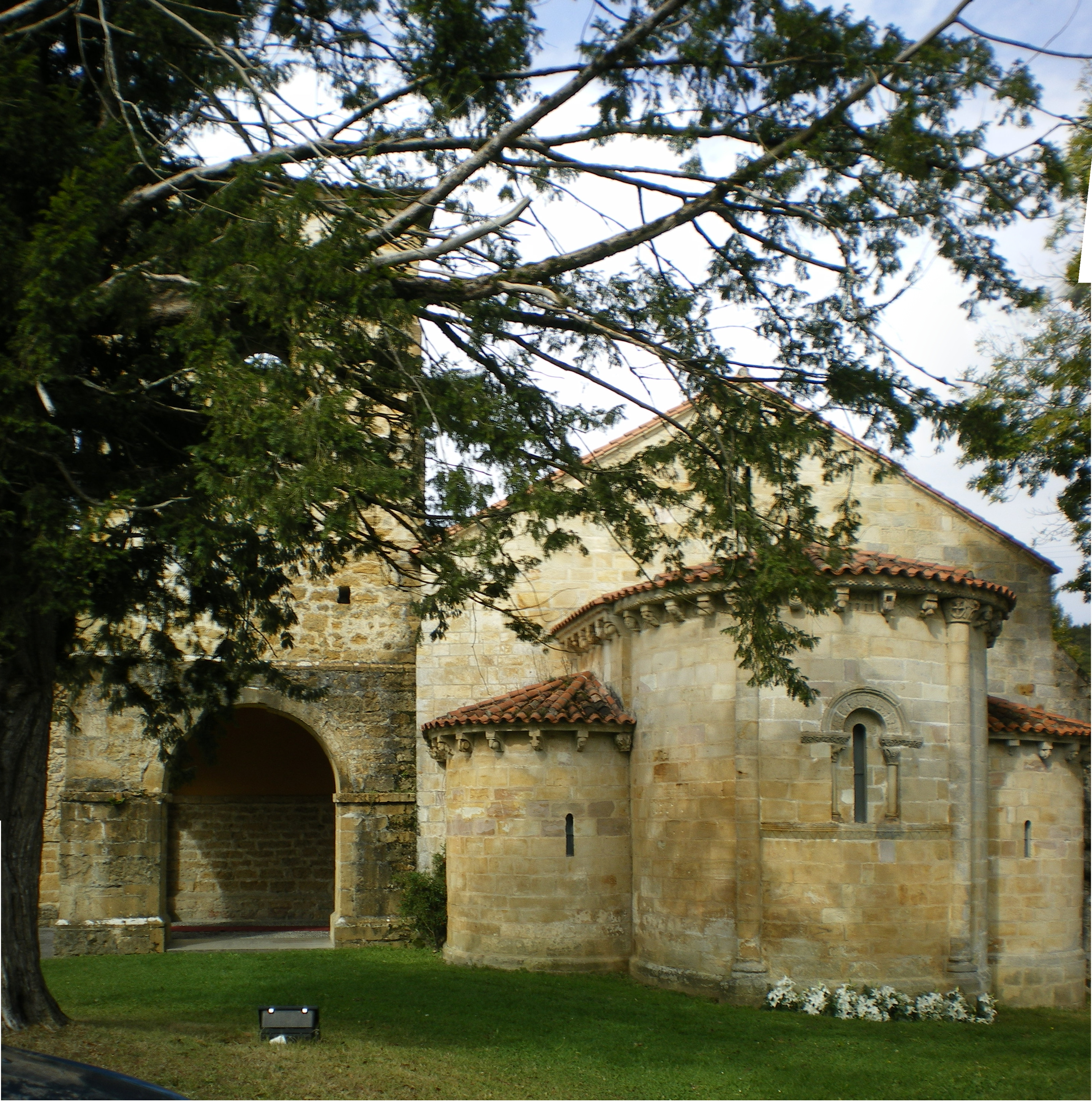
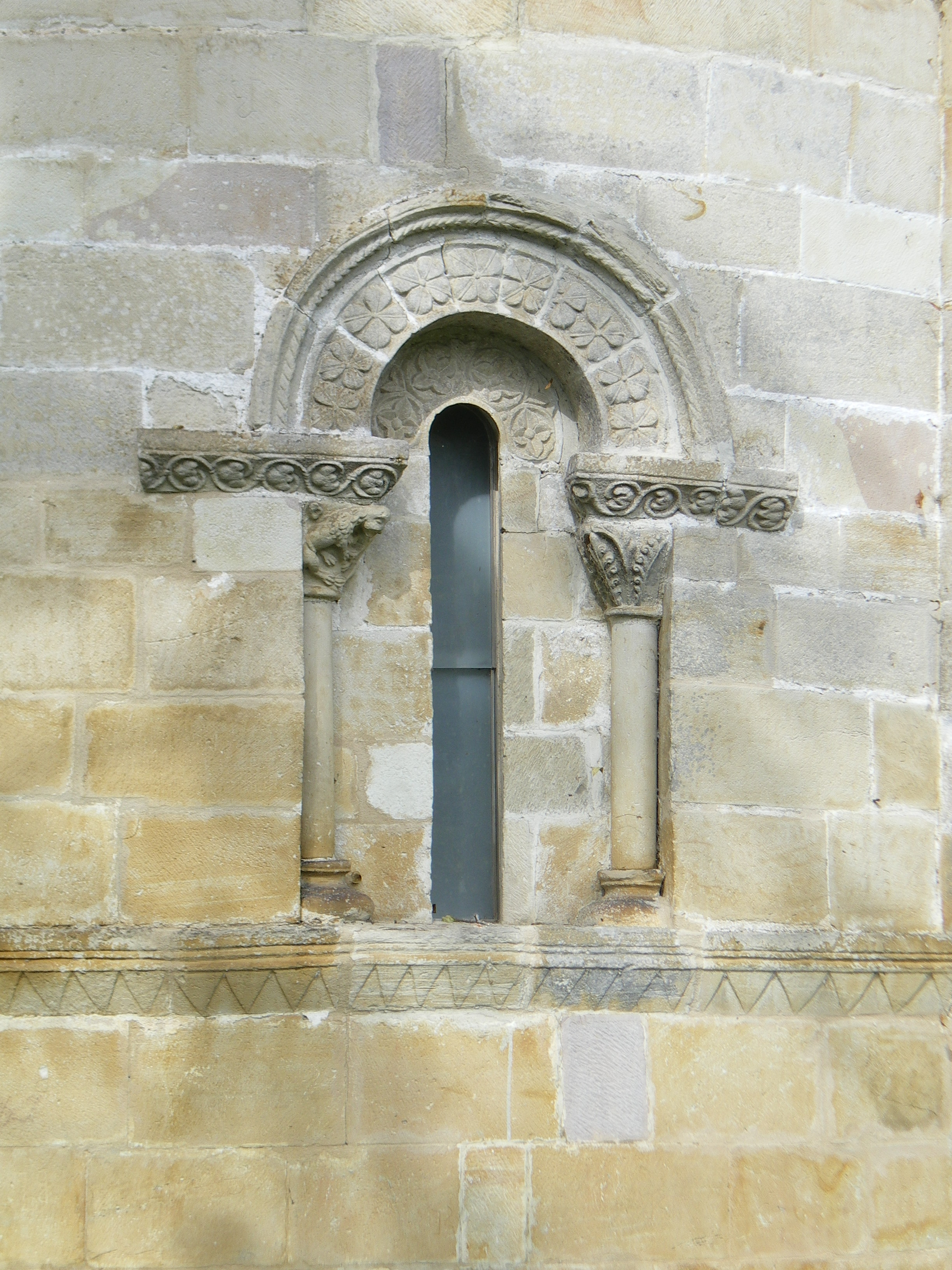
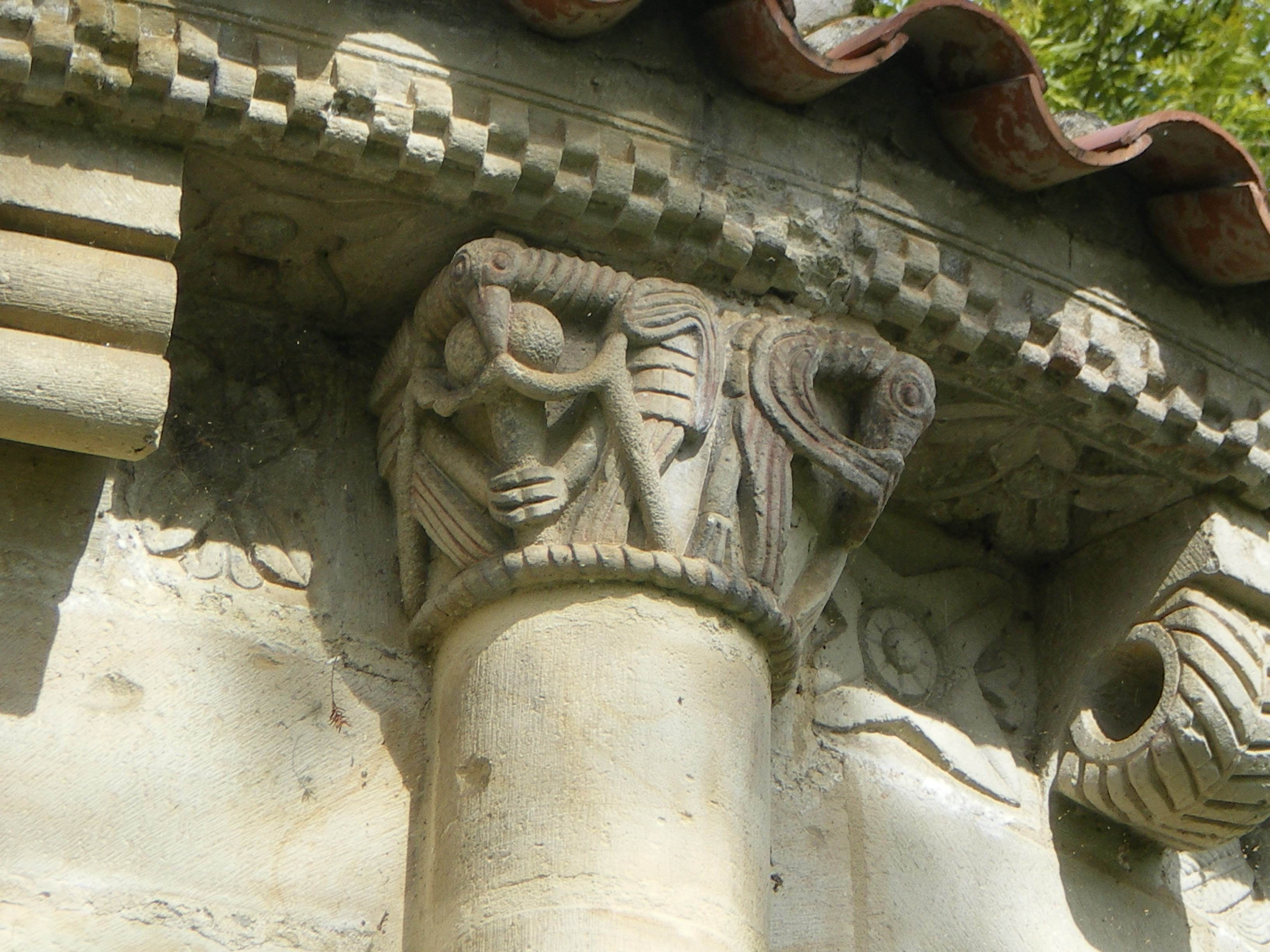
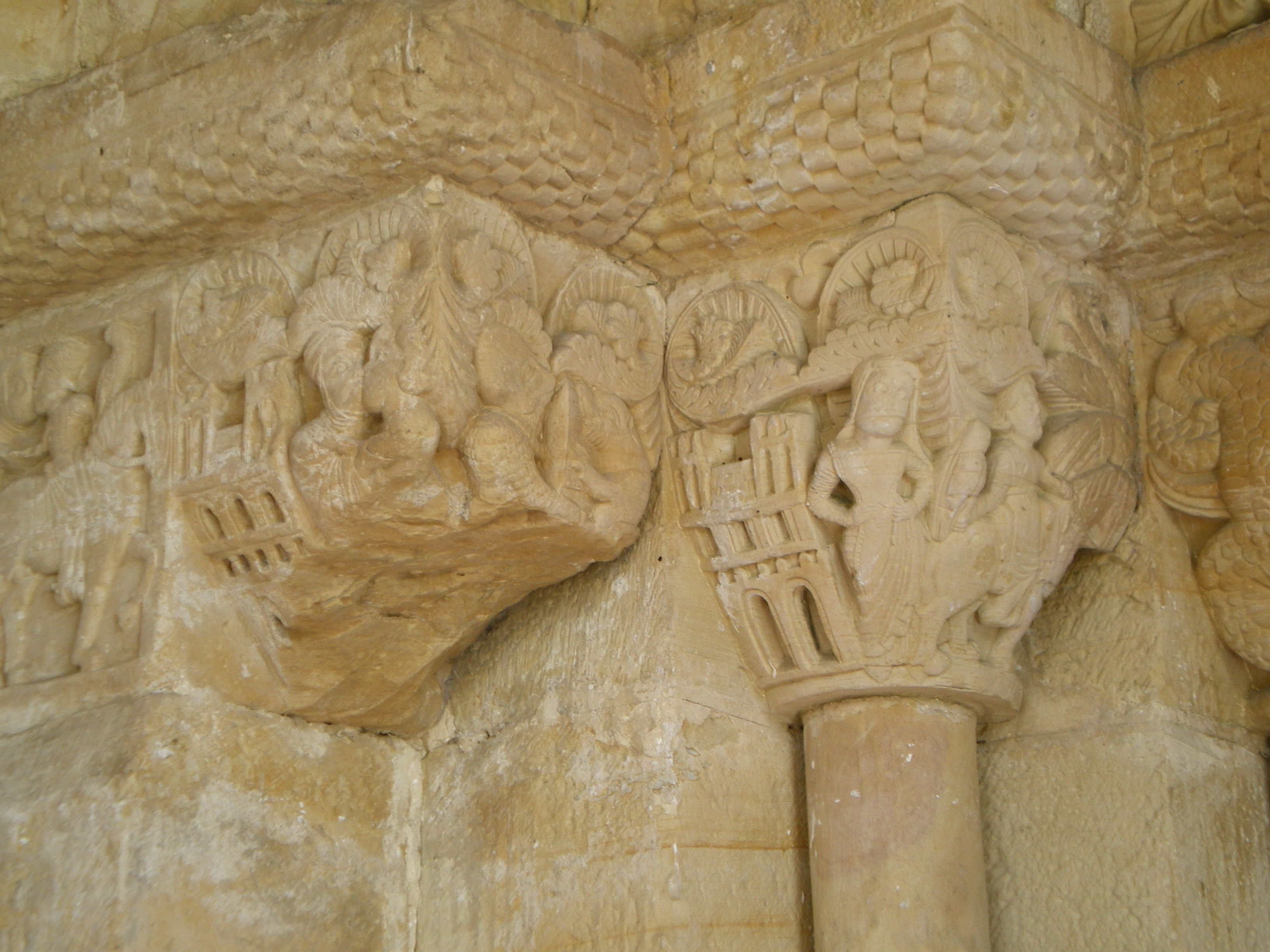
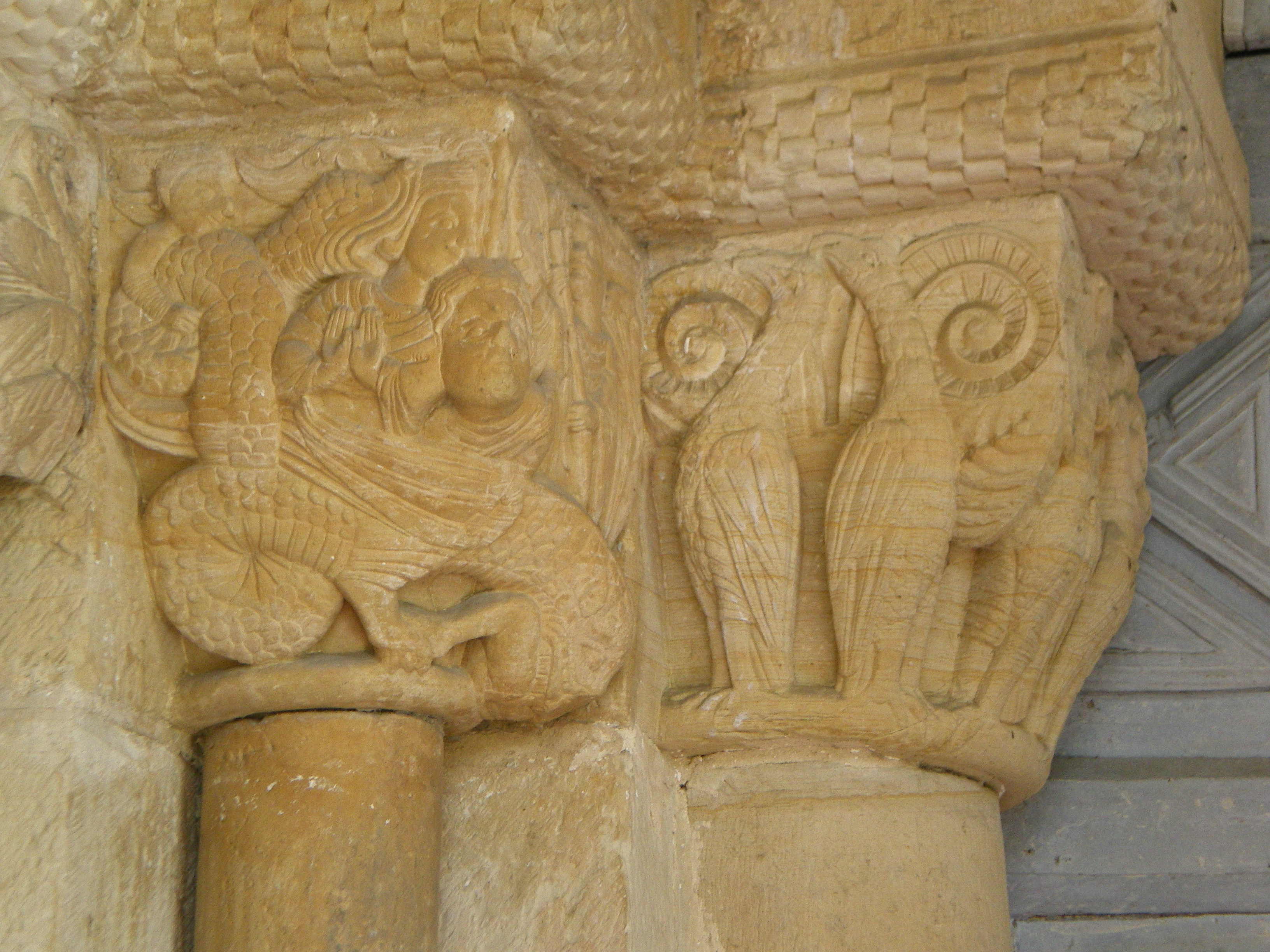

San Antolín de Bedón
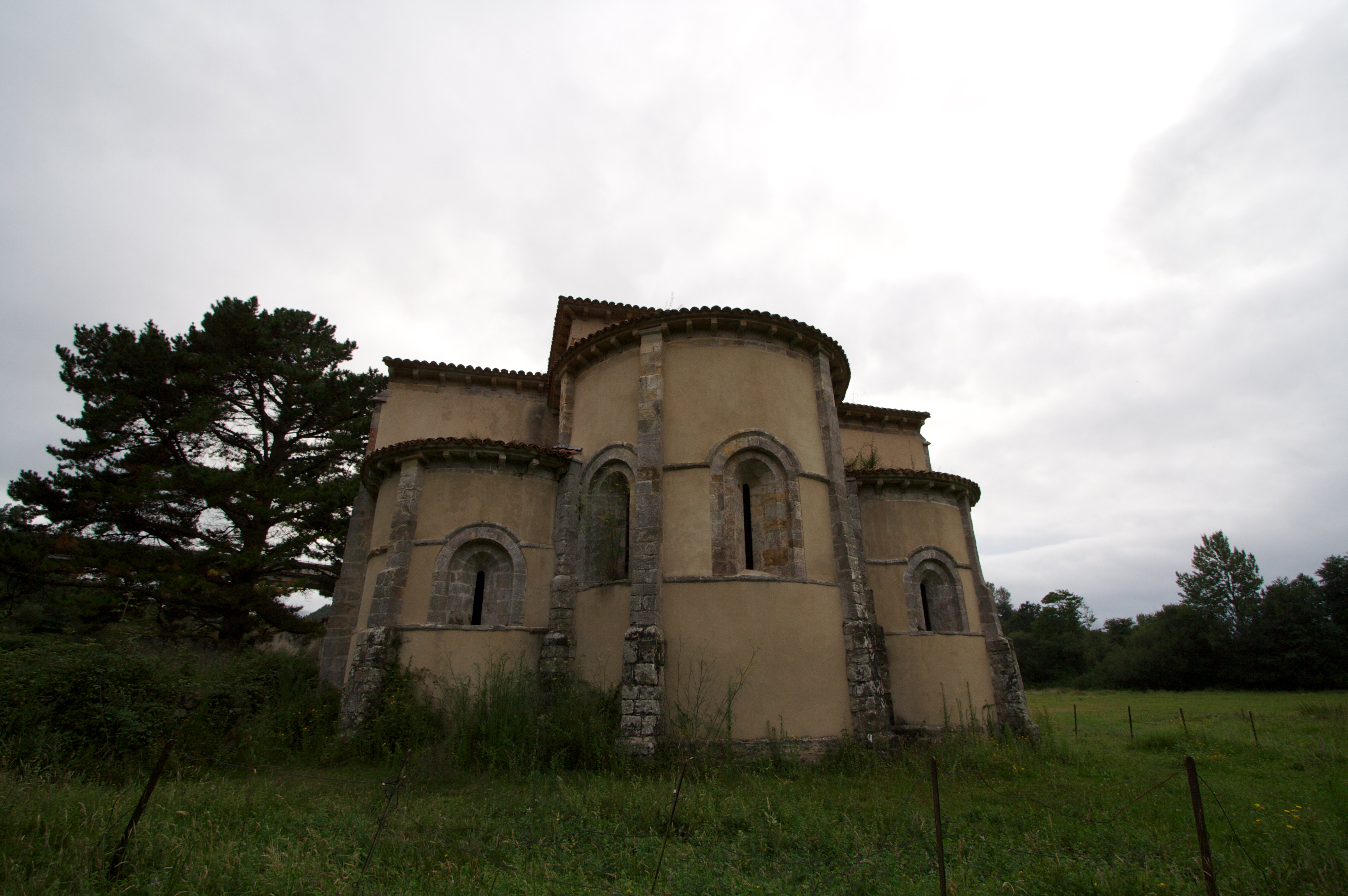
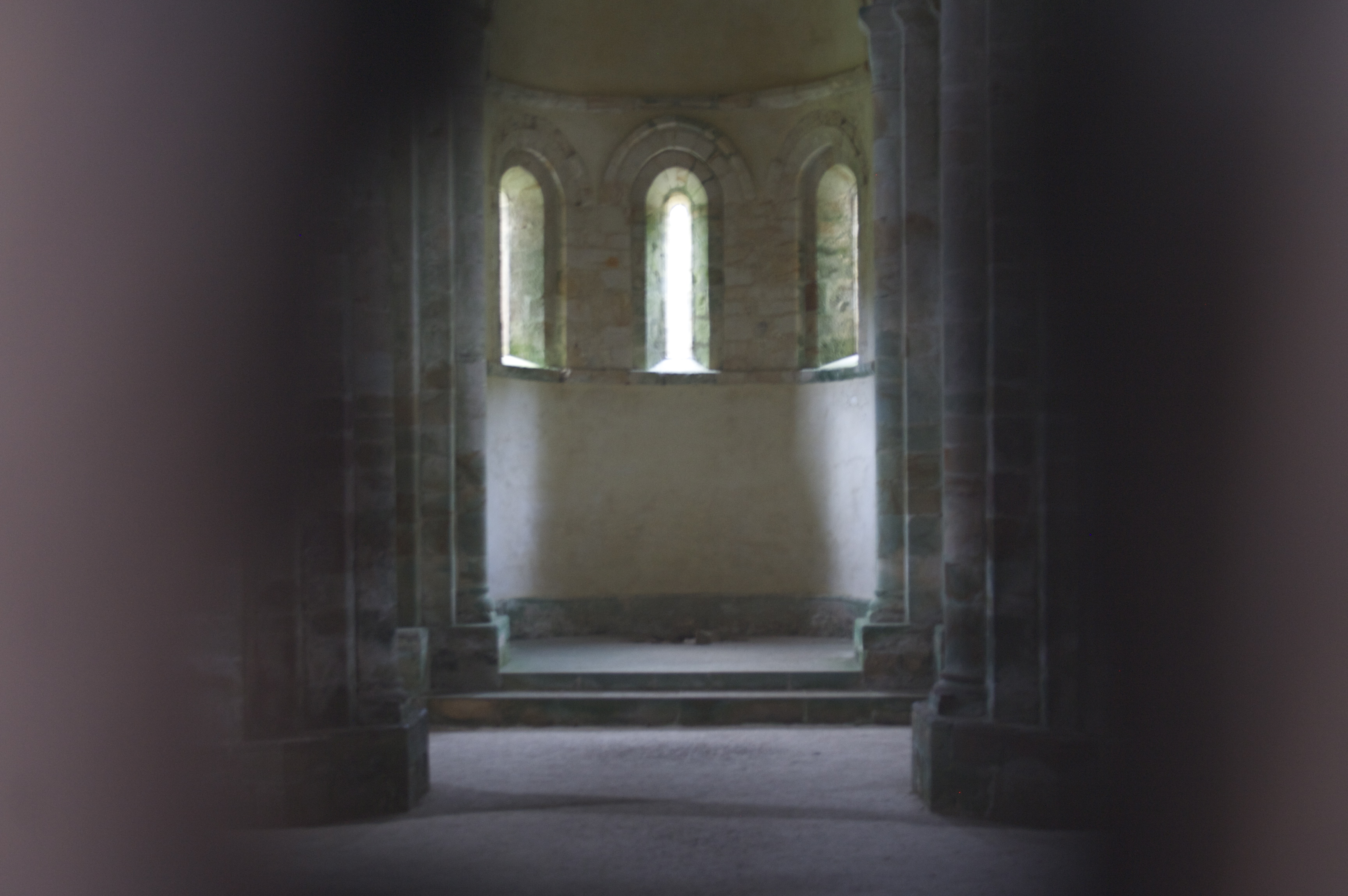
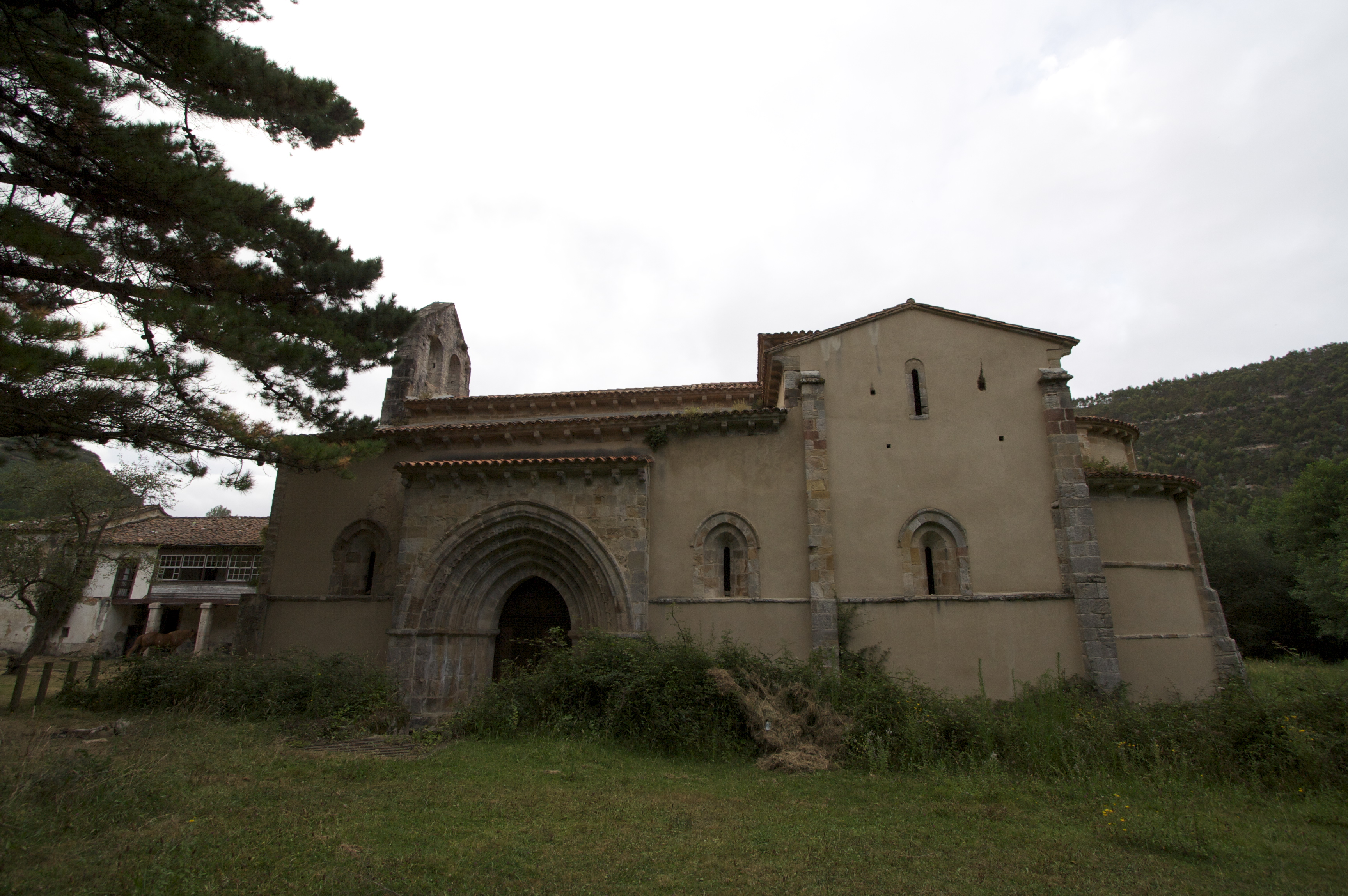
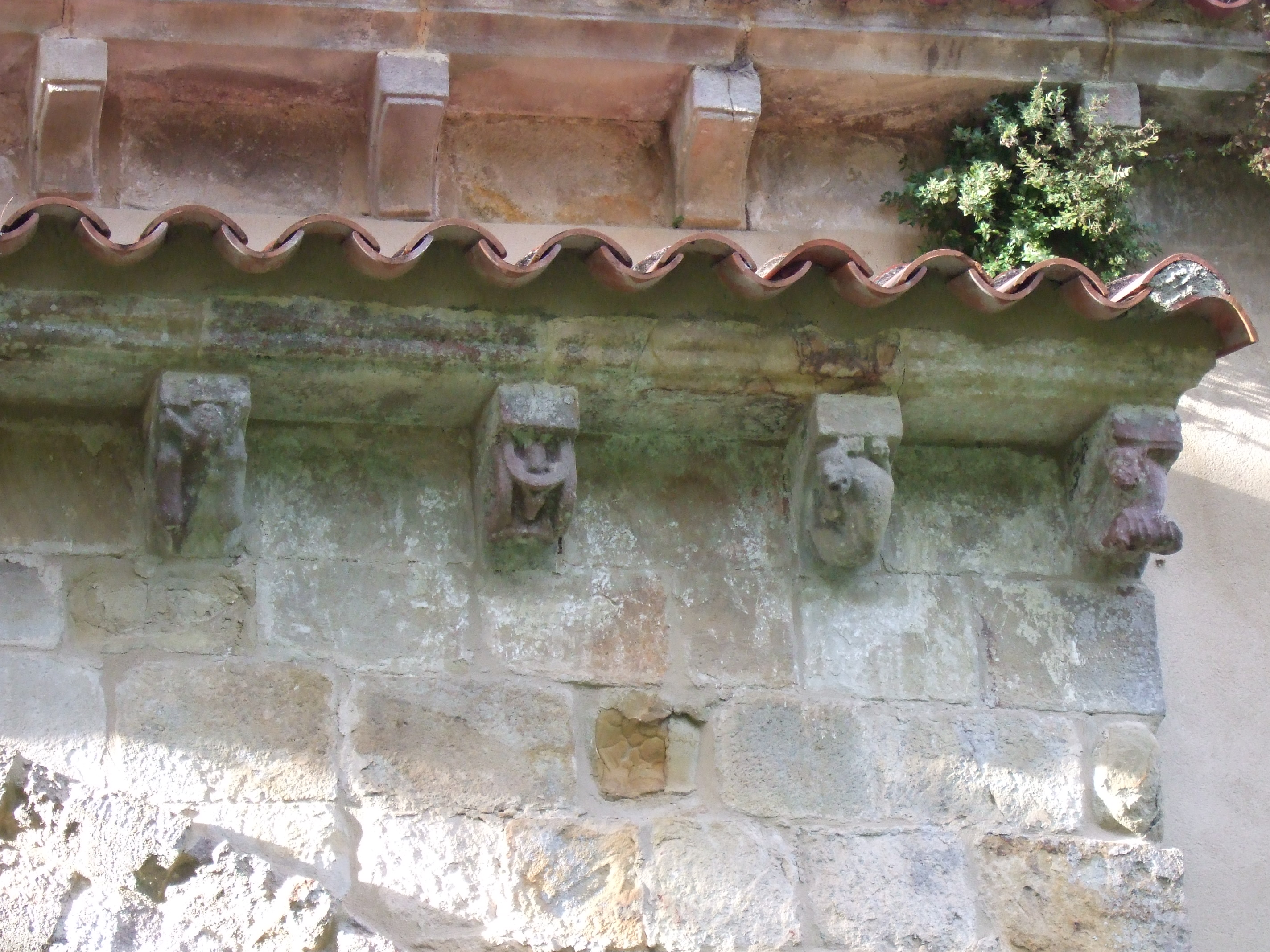

Otros: San Vicente de Serrapio (Aller), Santa Eulalia de Abamia (Corao), Aramil, Cornellana, Piedeloro, Priorio, Santa Maria de Villanueva, Santo Tomas de Sabugo, San Jorge (Manzaneda), San Esteban (Sograndio) o San Pedro de Arrojo.

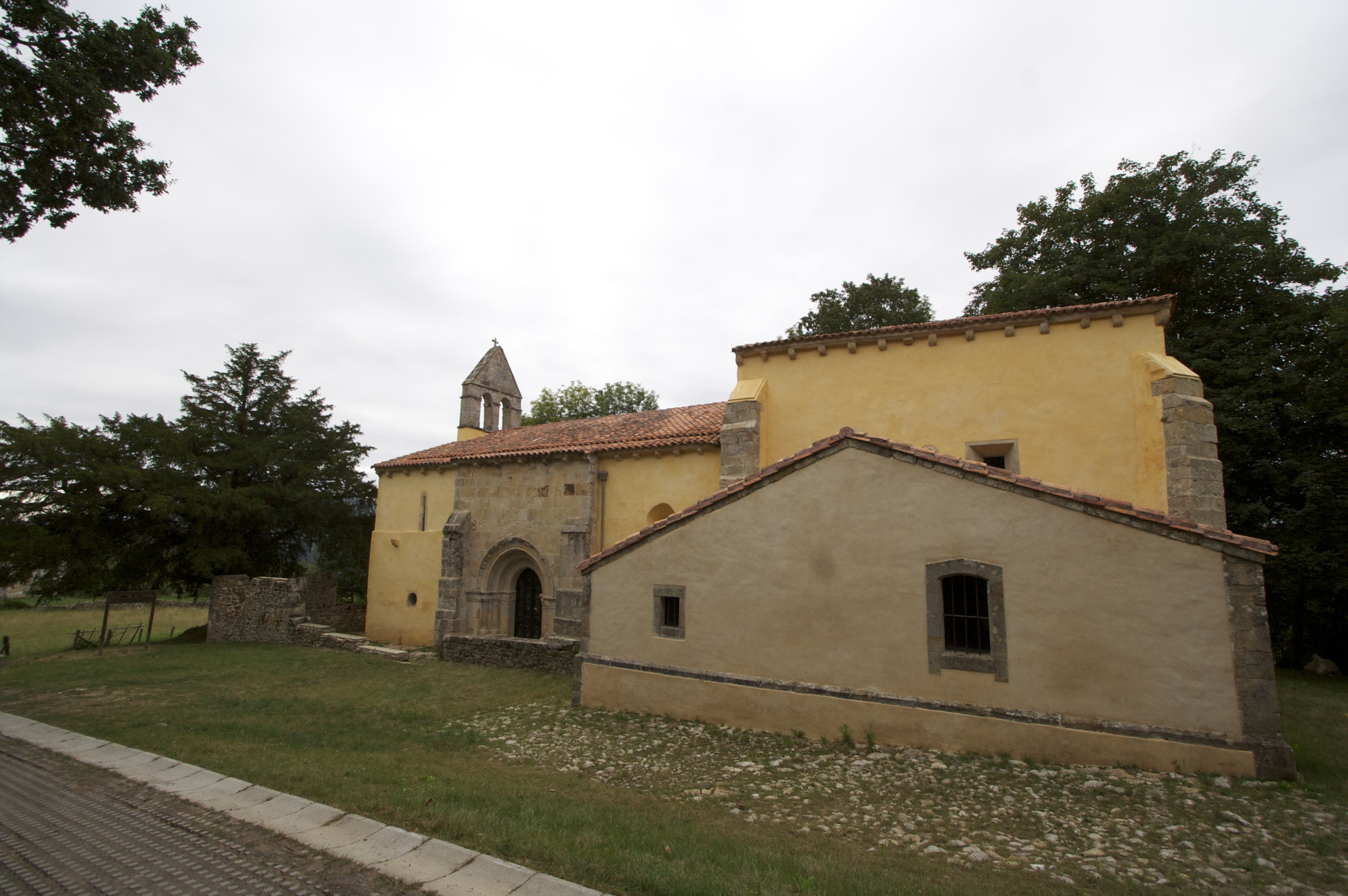
Santa Eulalia de Abamia.
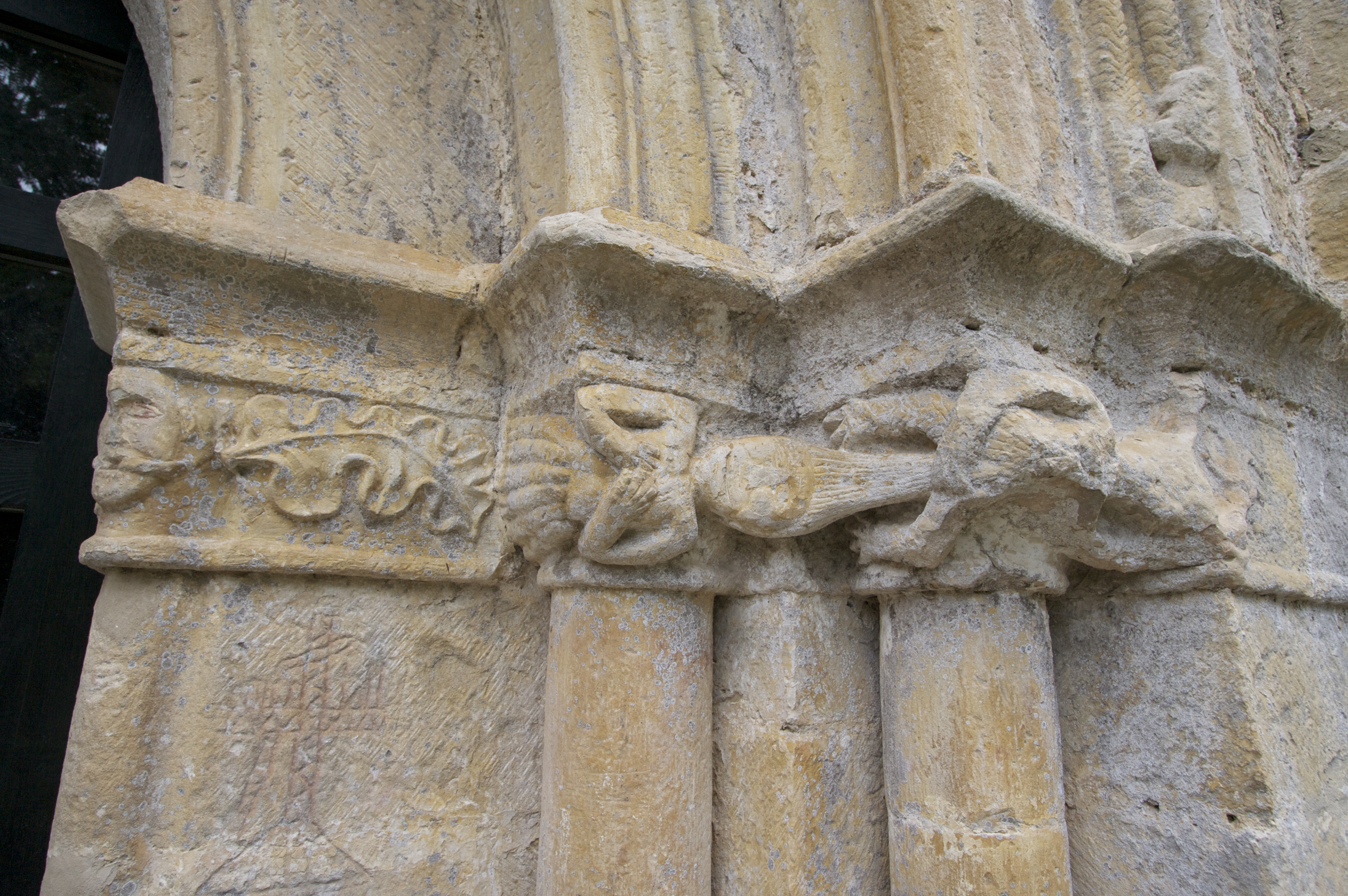
Iglesia de Santa Eulalia de Abamia
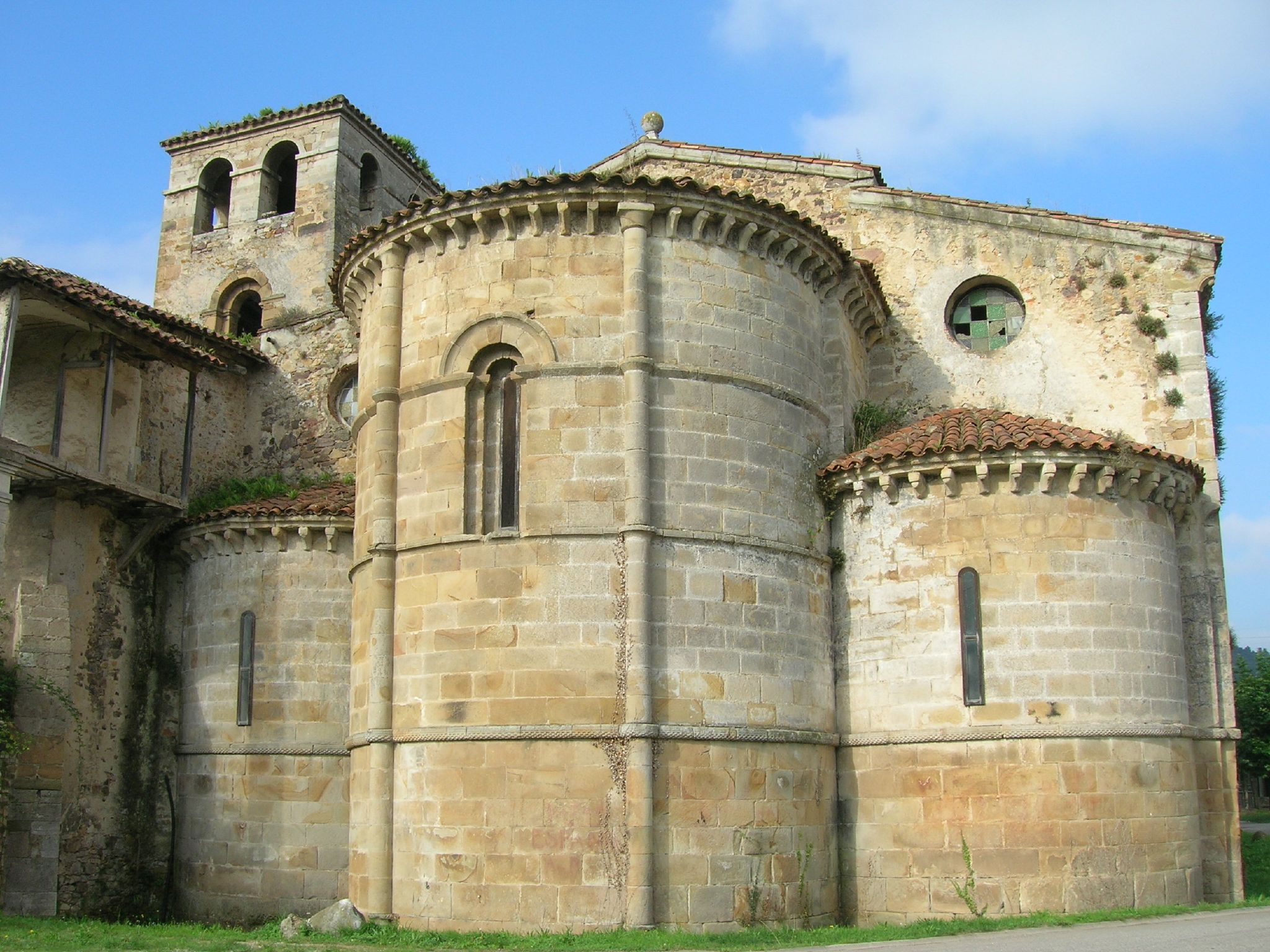
San Salvador de Cornellana.
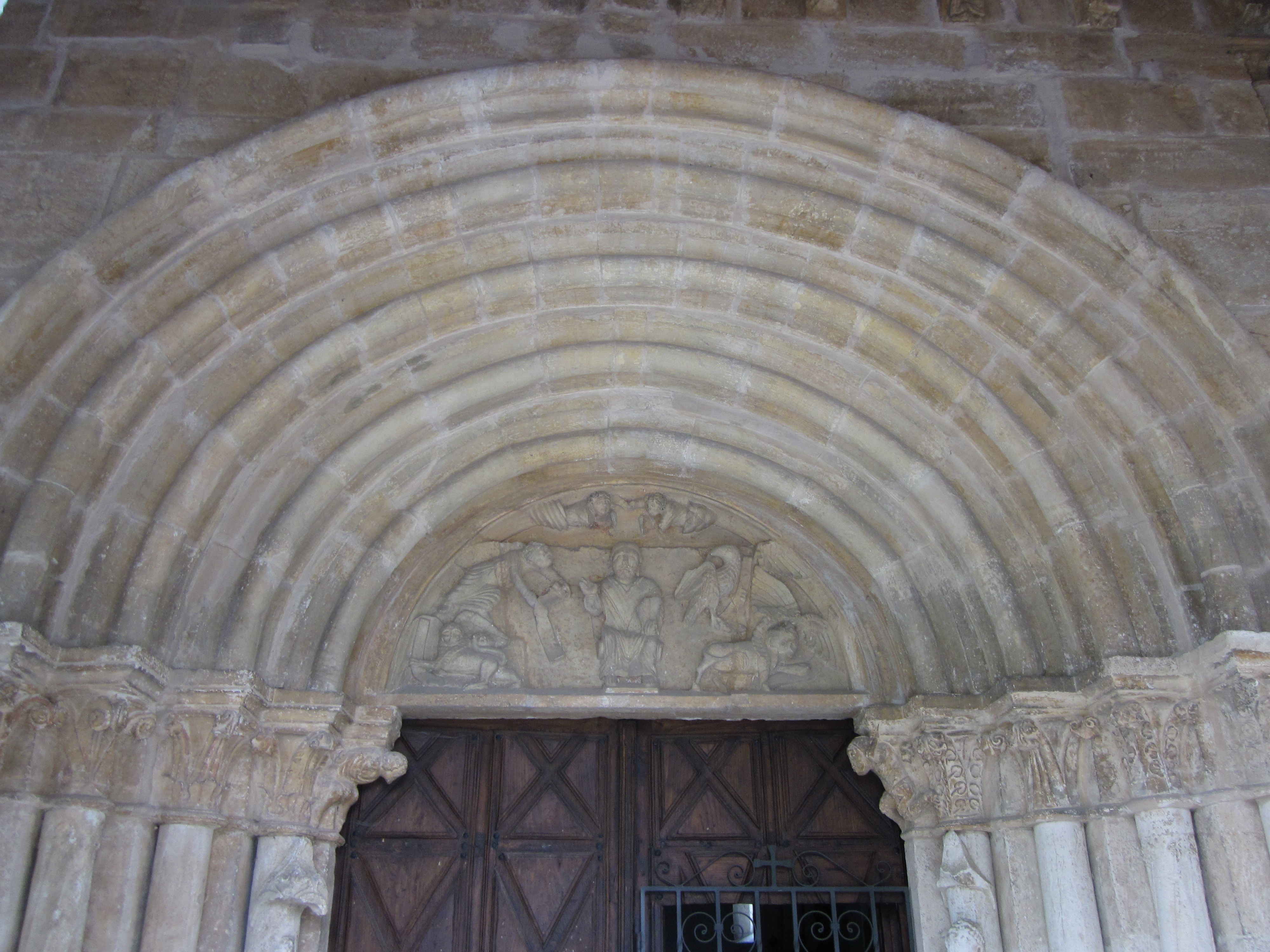
San Juan de Priorio.
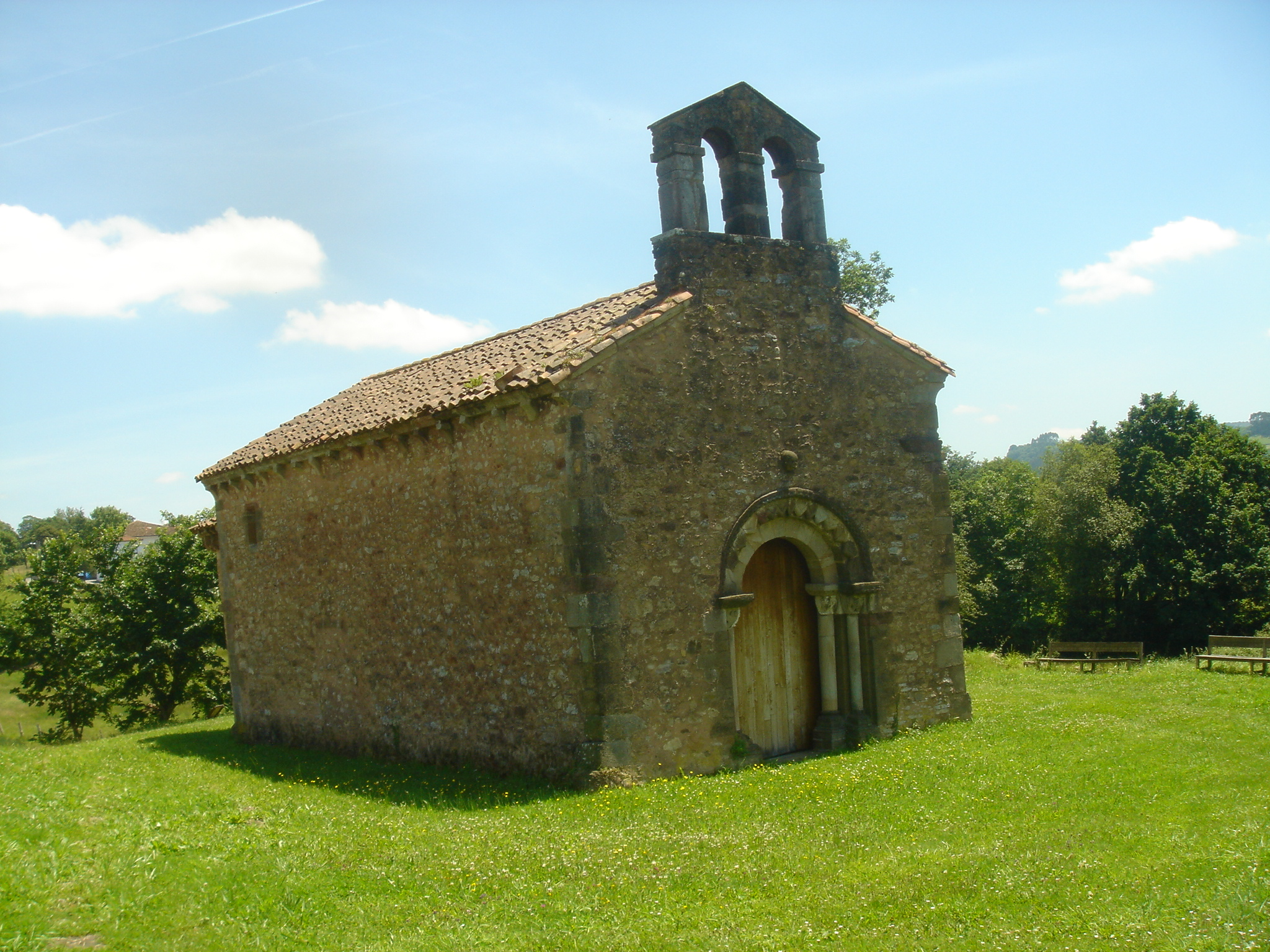
San Esteban de Aramil.
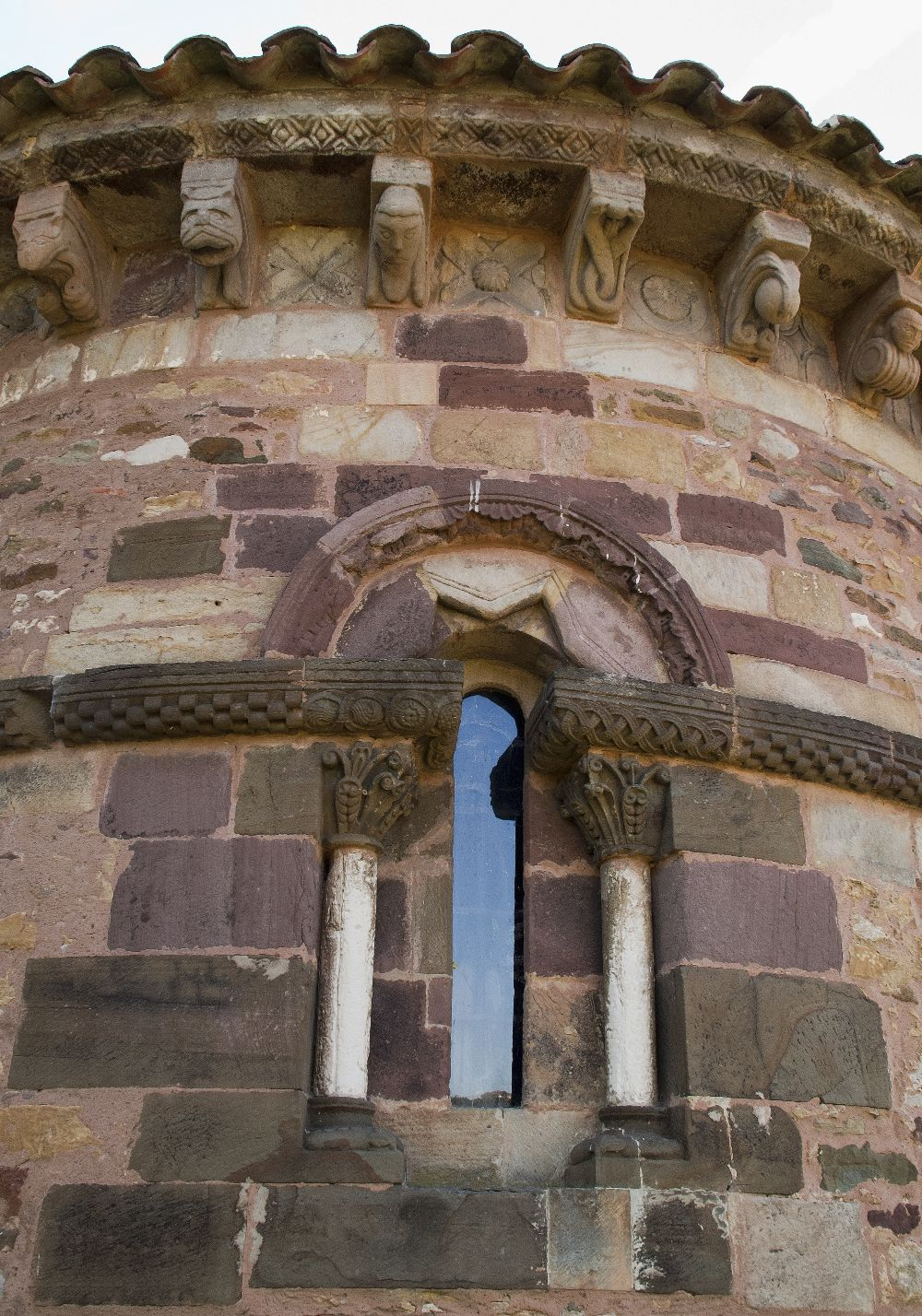
San Esteban de Aramil.
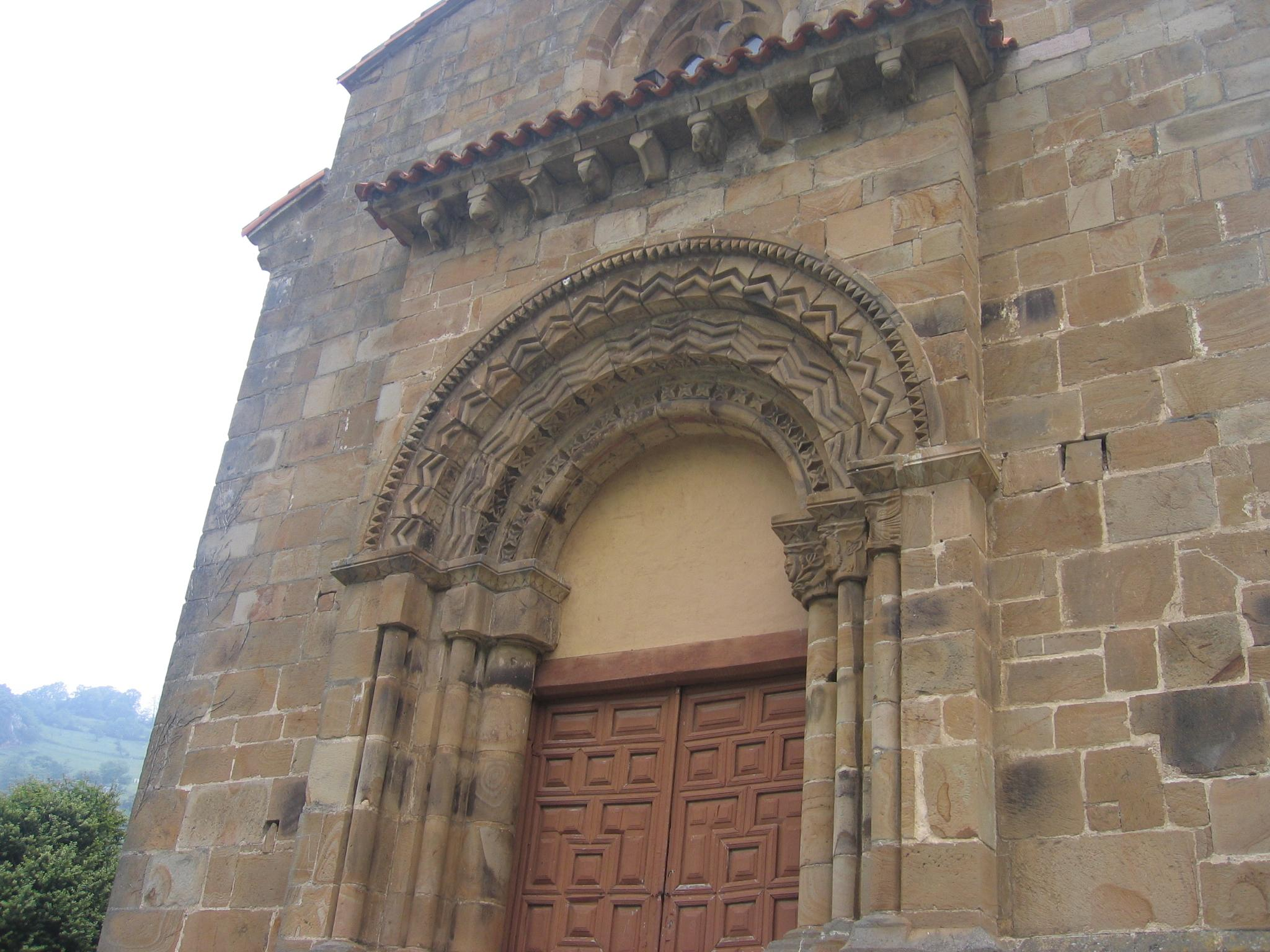
San Pedro de Arrojo.
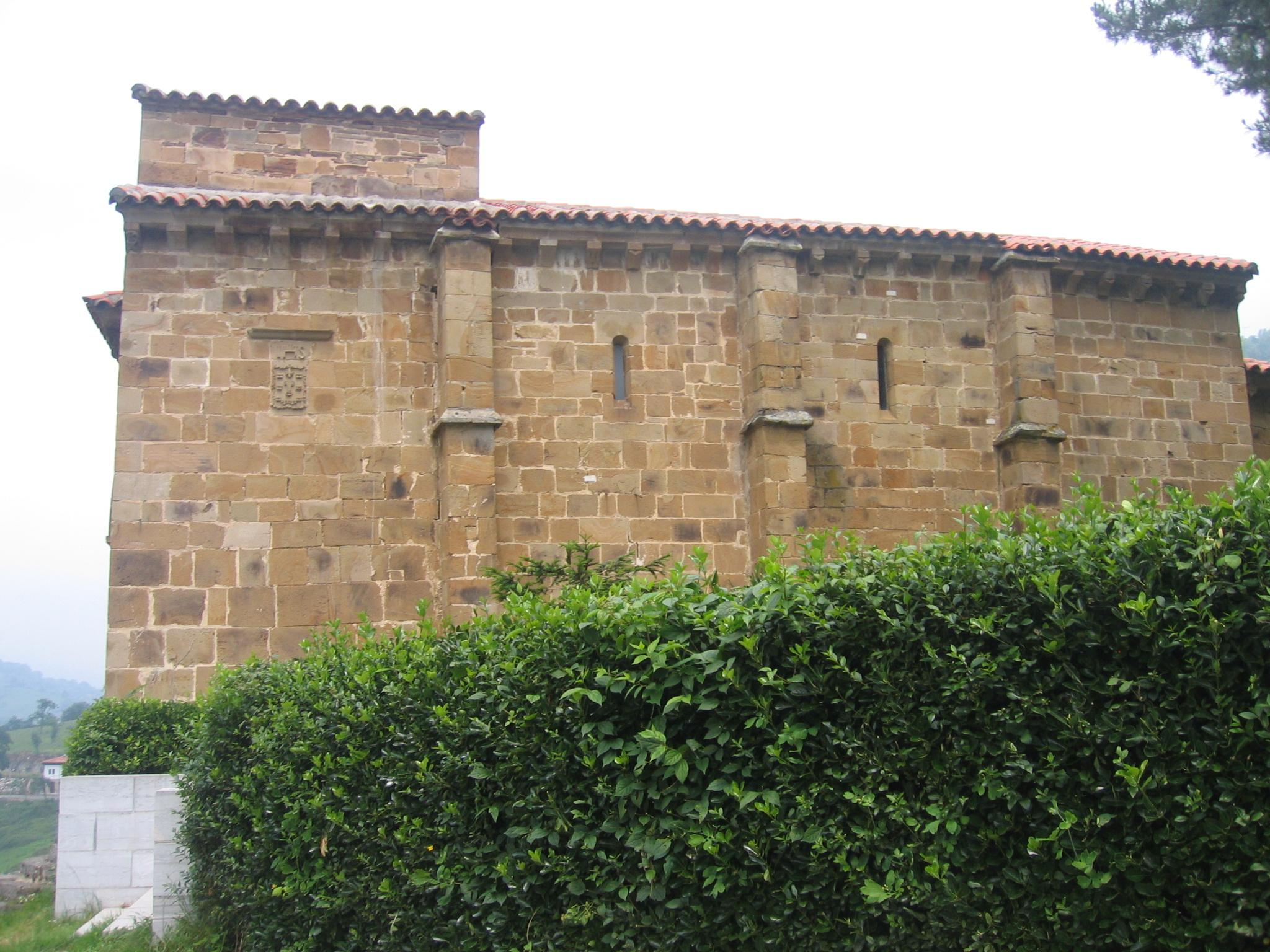
San Pedro de Arrojo.